# Caravaca de la Cruz
Caravaca de la Cruz es una ciudad y municipio español perteneciente a la Región de Murcia. Capital y centro administrativo de la comarca del Noroeste y cabeza del partido judicial del mismo nombre. Cuenta con una población de 25 996 habitantes (INE 2024) y su extensión es de 859,51 km². Se encuentra a 625 m sobre el nivel del mar.
Es un lugar de referencia para el culto de la Iglesia católica ya que desde 1998, durante el papado de Juan Pablo II, es considerada una de las once[cita requerida] ciudades santas de esta confesión religiosa al disponer del privilegio de celebrar año jubilar a perpetuidad cada siete años en torno a la Santísima y Vera Cruz. El primero de ellos tuvo lugar en 2003 y contó con la visita del cardenal Joseph Ratzinger, posteriormente elegido como papa con la denominación de Benedicto XVI. Por esta circunstancia, y por el propio nombre del municipio, también se la conoce como «la Ciudad de la Cruz».
Además de ser conocida por la reliquia cristiana y su casco antiguo de origen medieval, lo es también por las fiestas patronales en honor a la misma, celebradas entre los días 1 y 5 de mayo de cada año, declaradas de Interés Turístico Internacional en 2004. Junto a las procesiones y desfiles de Moros y Cristianos, es especialmente relevante el festejo de los Caballos del Vino, declarada en 2020 Patrimonio Cultural Inmaterial de la Humanidad.

## Geografía
Caravaca de la Cruz es el vigésimo municipio de mayor extensión de España y presenta paisajes muy variados.
La altitud de la ciudad es de 625 m sobre el nivel del mar. La altitud media hacia el este es de 600 m. Hacia el oeste, se superan rápidamente los 800 m. Más de la mitad del municipio está por encima de los 800  y más de un tercio supera los 1000 m. Los 1612 m de la cumbre de la sierra de Mojantes son el techo del municipio.
| Noroeste: Moratalla             | Norte: Moratalla  | Noreste: Moratalla |
| Oeste: Moratalla                |                   | Este: Cehegín      |
| Suroeste Puebla de Don Fadrique | Sur: Vélez-Blanco | Sureste: Lorca     |

### Hidrografía
El río Argos y el río Quípar, afluentes ambos del río Segura con sus cuencas rellenas de materiales terciarios y cuaternarios, bastante blandos y proclives a abarrancamientos, configuran la huerta de Caravaca, en donde se localizan los principales asentamientos y actividades humanas del municipio. Estos ríos, que recorren el municipio en dirección oeste-este, se caracterizan por una elevada irregularidad junto a enormes avenidas provocadas por la fuerte pendiente de sus cauces y el carácter torrencial de las precipitaciones de la zona. La hidrografía del municipio la completan numerosos y ricos manantiales de agua, como La Muralla, Las Fuentes del Marqués, Ojos de Archivel, Las Tosquillas y Fuente de Mayrena.

### Climatología
El clima de Caravaca de la Cruz es mediterráneo continentalizado con verano seco. La temperatura media anual es de 15,4 °C, cuenta con una temperatura media de 7 °C en el mes más frío que es enero y de 25 °C en los meses más calurosos (julio y agosto), mientras que las precipitaciones medias presentan unos valores medios en torno a los 379 mm al año, la época más lluviosa es la primavera junto con el otoño. Las lluvias en verano son muy escasas y cuando se producen es en forma de tormentas cortas y a veces intensas. En cuanto a las temperaturas extremas en invierno se pueden alcanzar los -7 °C, siendo en cierta medida frecuentes las heladas, y en verano no sería extraño alcanzar los 40 °C.
| Parámetros climáticos promedio de Caravaca de la Cruz en el periodo 1971-2010                                                                               | Parámetros climáticos promedio de Caravaca de la Cruz en el periodo 1971-2010 | Parámetros climáticos promedio de Caravaca de la Cruz en el periodo 1971-2010 | Parámetros climáticos promedio de Caravaca de la Cruz en el periodo 1971-2010 | Parámetros climáticos promedio de Caravaca de la Cruz en el periodo 1971-2010 | Parámetros climáticos promedio de Caravaca de la Cruz en el periodo 1971-2010 | Parámetros climáticos promedio de Caravaca de la Cruz en el periodo 1971-2010 | Parámetros climáticos promedio de Caravaca de la Cruz en el periodo 1971-2010 | Parámetros climáticos promedio de Caravaca de la Cruz en el periodo 1971-2010 | Parámetros climáticos promedio de Caravaca de la Cruz en el periodo 1971-2010 | Parámetros climáticos promedio de Caravaca de la Cruz en el periodo 1971-2010 | Parámetros climáticos promedio de Caravaca de la Cruz en el periodo 1971-2010 | Parámetros climáticos promedio de Caravaca de la Cruz en el periodo 1971-2010 | Parámetros climáticos promedio de Caravaca de la Cruz en el periodo 1971-2010 |
| Mes | Ene.                                                                          | Feb.                                                                          | Mar.                                                                          | Abr.                                                                          | May.                                                                          | Jun.                                                                          | Jul.                                                                          | Ago.                                                                          | Sep.                                                                          | Oct.                                                                          | Nov.                                                                          | Dic.                                                                          | Anual                                                                         |
| --- | ----------------------------------------------------------------------------- | ----------------------------------------------------------------------------- | ----------------------------------------------------------------------------- | ----------------------------------------------------------------------------- | ----------------------------------------------------------------------------- | ----------------------------------------------------------------------------- | ----------------------------------------------------------------------------- | ----------------------------------------------------------------------------- | ----------------------------------------------------------------------------- | ----------------------------------------------------------------------------- | ----------------------------------------------------------------------------- | ----------------------------------------------------------------------------- | ----------------------------------------------------------------------------- |
| Temp. máx. media (°C) | 11.8                                                                          | 13.1                                                                          | 15.6                                                                          | 18.2                                                                          | 22.7                                                                          | 27.5                                                                          | 32.1                                                                          | 31.8                                                                          | 27.3                                                                          | 21.4                                                                          | 15.6                                                                          | 12.3                                                                          | 20.8                                                                          |
| Temp. media (°C) | 6.7                                                                           | 7.5                                                                           | 9.7                                                                           | 12.1                                                                          | 16.3                                                                          | 20.7                                                                          | 24.7                                                                          | 24.7                                                                          | 20.7                                                                          | 15.6                                                                          | 9.9                                                                           | 7.3                                                                           | 14.7                                                                          |
| Temp. mín. media (°C) | 1.6                                                                           | 1.9                                                                           | 3.8                                                                           | 6                                                                             | 9.8                                                                           | 13.8                                                                          | 17.2                                                                          | 17.5                                                                          | 14.1                                                                          | 9.7                                                                           | 4.2                                                                           | 2.2                                                                           | 8.5                                                                           |
| Precipitación total (mm) | 27                                                                            | 30                                                                            | 33.5                                                                          | 38.3                                                                          | 40                                                                            | 24.5                                                                          | 6.5                                                                           | 10.1                                                                          | 20.4                                                                          | 55.9                                                                          | 41.5                                                                          | 26.7                                                                          | 354.4                                                                         |
| Fuente: Ministerio de Agricultura, Alimentación y Medio Ambiente. Datos de precipitación y de temperatura para el periodo 1971-2010 en Caravaca de la Cruz. |                                                                               |                                                                               |                                                                               |                                                                               |                                                                               |                                                                               |                                                                               |                                                                               |                                                                               |                                                                               |                                                                               |                                                                               |                                                                               |

### Capa negra
Es una lámina de un metro de largo y dos milímetros de espesor de color verde oscuro donde se han detectado metales nobles y una elevada concentración de iridio, muy poco frecuente en la Tierra, y muy frecuente en los meteoritos. Esta capa representa el depósito que dejó la nube de polvo creada tras el impacto del famoso meteorito que se estrelló en la Tierra al final del Cretácico y extinguió a los dinosaurios. Solo lo encontramos en España en otros dos sitios más: Zumaya y Agost.
El barranco del Gredero ha sido catalogado como uno de los Lugares de Interés Geológico más importantes de la Región de Murcia y del mundo. Está propuesto por distintas entidades nacionales y europeas, de ámbito geológico, para que Unesco lo incluya en el Listado Mundial de Lugares Naturales de Interés Geológico, por estar en él muy bien representado el límite entre el Cretácico y el Terciario (límite K/Pg).
Además, es el lugar que dio pie a la primera publicación que relaciona la existencia de una capa oscura de algunos centímetros (capa negra) con el impacto de un gran meteorito sobre la Tierra, que causó la extinción de más del 90 % de las especies de foraminíferos planctónicos y de algo más de la mitad del resto de seres vivos existentes a finales del Cretácico.
A lo anterior, hay que sumar el buen estado de conservación del límite Paleoceno-Eoceno, caracterizado también por una extinción de menor envergadura a causa de la actividad tectónica y volcánica, que provocó cambios en la circulación oceánica y del nivel del mar, etc. Quizás sea el lugar murciano más visitado por geólogos de todo el mundo.

### Naturaleza

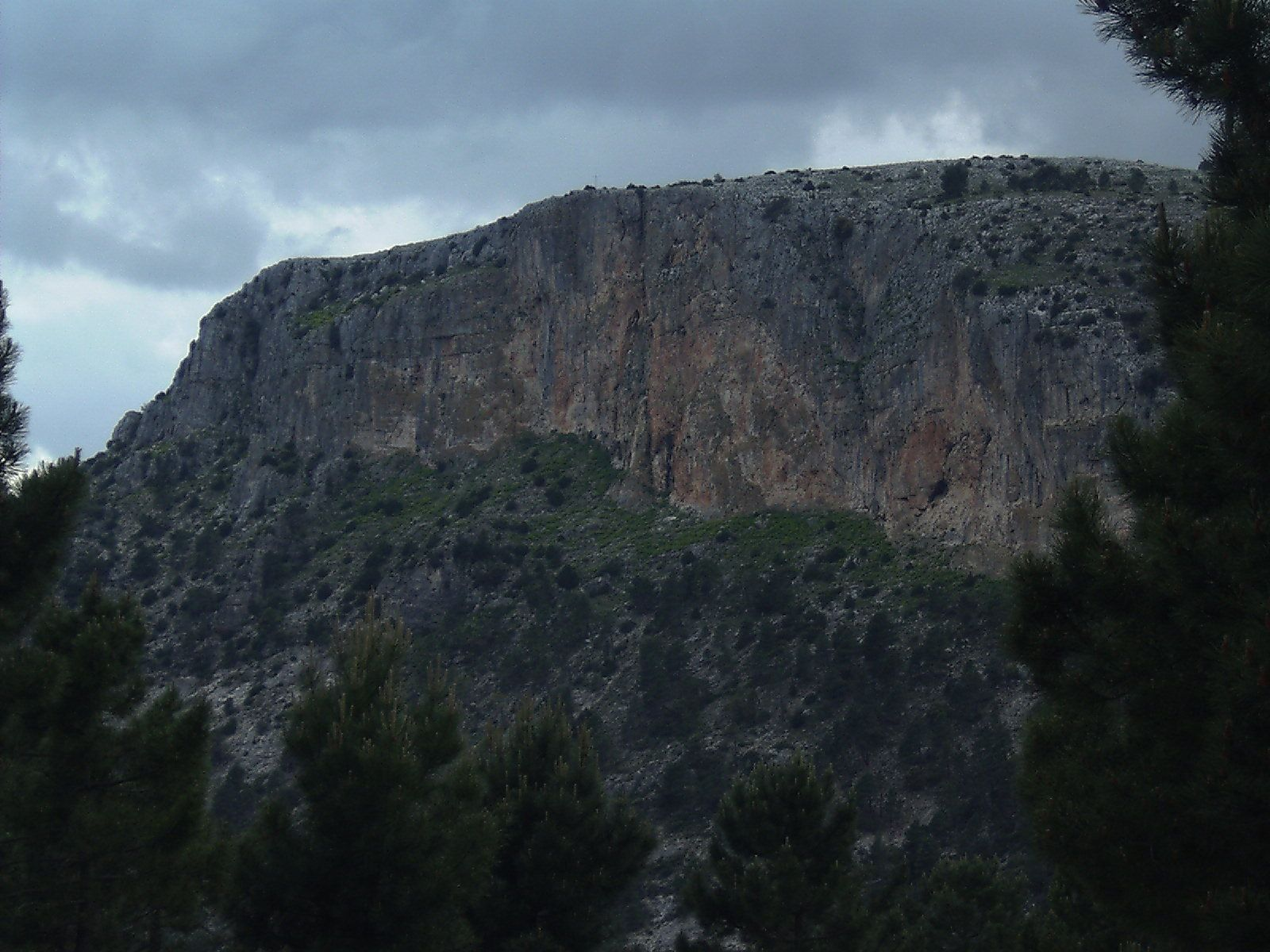
Pico de la Peña Rubia, sierra del Gavilán

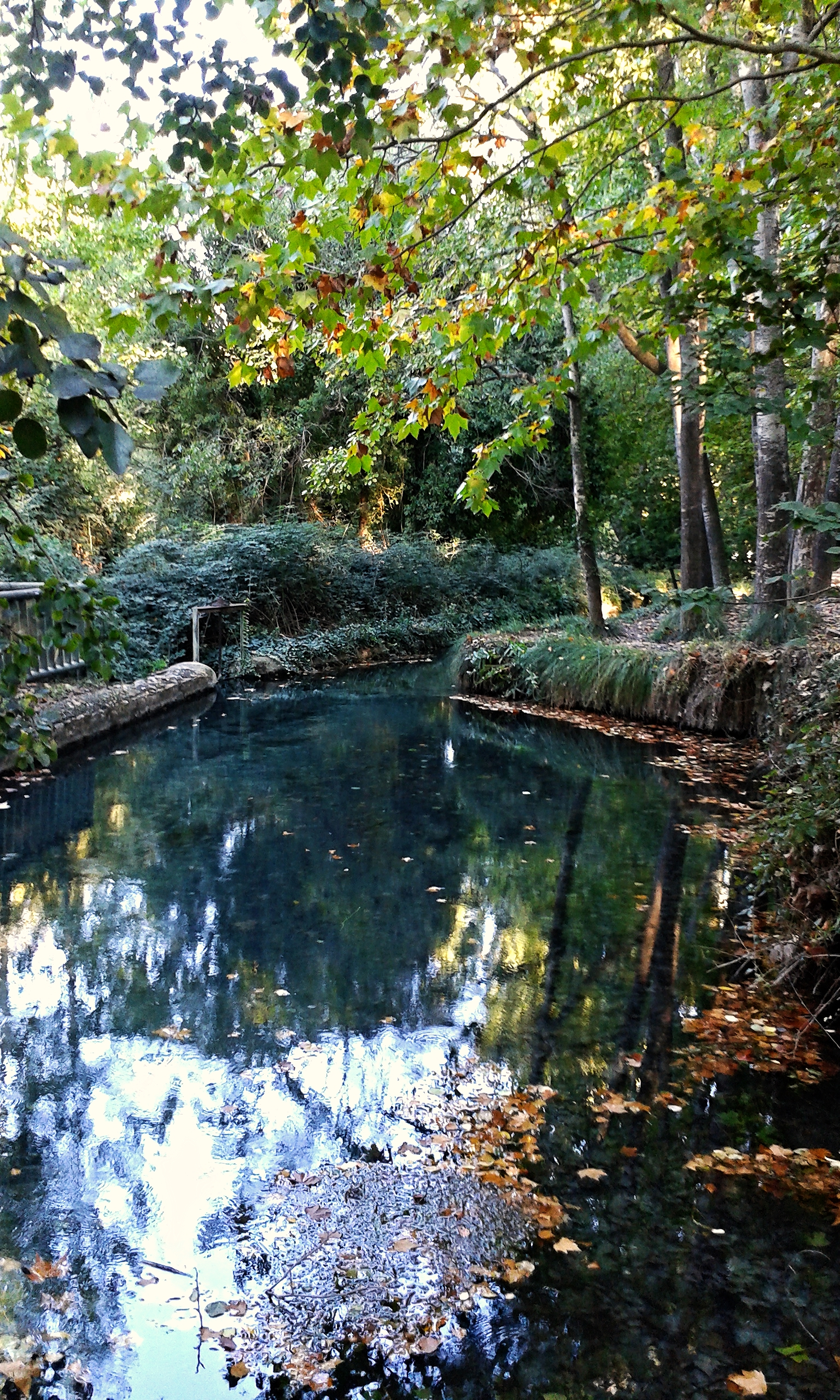
Paraje natural de Las Fuentes del Marqués

Las montañas ocupan una superficie muy considerable del municipio, enmarcándose en la cordillera Subbética, pero muy cerca de la Prebética. Podemos citar como más destacables la sierra de Mojantes (1615 m, máxima altura del término municipal) que, pese a la pérdida de importancia general de la vida ganadera, conserva aún algunas buitreras, por lo que ha sido declarada como ZEPA. También es de importancia la sierra del Gavilán (en cuyas estribaciones se encuentra Caravaca) catalogada como LIC (Lugar de Interés Comunitario) donde se conservan reductos de los antiguos robledales y parajes reseñables como el Nevazo (en sus alrededores se encuentra la cueva de la Barquilla), incluyendo el pico de la Peña Rubia o los Siete Peñones (hábitat de la Caralluma munbyana).
También destacan la sierra de la Zarza, la sierra de Melgoso (que está dentro del LIC Casa Alta Salinas) y la Cuerda de la Serrata (declarada Zona de Especial Conservación).
La flora del municipio es de muy diverso tipo, encontrando pinares de pino laricio en Mojantes y Gavilán; pino carrasco en los montes aledaños al centro urbano, y pino resinero o negral en las zonas más húmedas de alta montaña. También encontramos carrascales, quejigares, coscojares, arces, encinas, sabinares y enebrales, así como vegetación de ribera con álamos, ólmos, sauces, etc. Al pie de Mojantes encontramos los llanos de Tornajuelo y Aguzaderas, las principales áreas cerealísticas de la Región de Murcia.
El término municipal está surcado por los valles de los ríos Argos y Quípar, afluentes del río Segura, que desemboca en el mar Mediterráneo. En el curso del Quípar (protegido como LIC), a su paso por las estribaciones de la sierra de las Cabras se localiza otro paraje de interés como es el estrecho de la Encarnación.
Las Fuentes del Marqués es un paraje natural de inmensa belleza cuyo protagonismo radica en los numerosos nacimientos de aguas cristalinas que conforman un espacio único a las afueras de la ciudad. En él se encuentra enclavado el Torreón de los Templarios, pequeño castillo que en la Edad Media constituía una avanzadilla de la defensa de Caravaca de la Cruz. En él se ha instalado el centro de interpretación de la naturaleza donde se muestran las numerosas especies de aves, peces y pequeños mamíferos que habitan el paraje. Pero sobre todo encontrará las claves para aumentar su respeto y apreciación por este entorno y para comprometerse personalmente en su conservación. Se presentarán informaciones, sugerencias y sensaciones para que cada persona pueda interpretar la realidad que le rodea para ir a conocer el paraje natural y las especies naturales de la comarca disfrutando de su belleza y aumentando el conocimiento de la naturaleza.
Junto a las Fuentes del Marqués se encuentra el paraje del Copo, desde aquí parten los senderos a las sierras de Caravaca, como el camino hacia el Nevazo o la Barquilla. Este paraje natural tiene un encinar con ejemplares de carrascas varias veces centenarias, únicas en la Región de Murcia.
El Camino Natural de la Vía Verde del Noroeste es un sendero para uso peatonal, ciclista o a caballo, que sigue el antiguo trayecto que recorría el tren de Murcia a Caravaca. Muchas de las antiguas estaciones han sido adaptadas como albergues.
En el 9 de julio de 2020 un incendio arrasó una parte del cerro Gordo (1205 m en su punto más alto) concretamente en el cerro del Mojón, se movilizaron 150 miembros de bomberos del CEIS de la Región de Murcia y bomberos forestales y un helicóptero en última instancia

### Fauna
En cuanto a la fauna encontramos en el entorno de bosque: gavilán, águila calzada, ratonero común, águila culebrera, pito real, agateador común, arrendajo, cabra montesa, gato montés, gineta, garduña, ardilla, lirón careto, lagarto ocelado, culebra lisa meridional, víbora, sapo partero, sapo corredor, etc. En menor proporción: el cárabo, búho chico, azor, pico picapinos, y páridos.
En las zonas de matorral: las aves carbonero común, herrerillo, paloma torcaz, tórtola común, mirlo común, alcaraván, cogujada común, collalba gris, curruca carrasqueña y rabilarga, escribano montesino, pardillo y chotacabras. Mamíferos representativos tenemos: conejo, liebre, erizo común, tejón, zorro, garduña y gato montés. Reptiles y anfibios: culebras bastarda y de escalera, lagartija colilarga, colirroja y cenicienta, sapo corredor y común.
En medios rupícolas: avión común y roquero, colirrojo tizón, collalba negra, roquero solitario y rojo, cernícalo vulgar y chova piquirroja, vencejo real, búho real, águila real y halcón común, cabra montesa, gato montés, garduña y varias especies de quirópteros, salamanquesa, etc.
En sotos ribereños y medios acuáticos: ánade real, garza real (en invierno), polla de agua, mirlo acuático, lavandera cascadeña, ruiseñor común y bastardo, martín pescador, pájaro moscón y escribano palustre. Entre los mamíferos, la reina es la nutria común, encontrándose también aquí turón, rata de agua, topo, ardilla, murciélago de Natterer, etc. Un clásico de los reptiles es el galápago leproso, así como la culebra viperina y de collar. Anfibios podemos nombrar al zapillo pintojo y la rana verde común. En el río Quipar, así como las Fuentes del Marqués poseen una única especie autóctona de peces: el barbo común.
En la estepa cerealística: encontramos sisón, ortega, alcaraván, cogujada montesina, calandria, alondra, terrera común, mochuelo común y collalba rubia, cornejas y urracas en los cerros con espartizal y encinar degradado también pueden hallarse vertebrados como la curruca carrasqueña y rabilarga, zorro, ratón de campo, sapo común y corredor, lagarto ocelado y lagartija colilarga. Debido a las enormes posibilidades de pastoreo y las grandes densidades de ganado en régimen extensivo que ofrece la estepa, es también este un medio esencial para la supervivencia de los buitres leonados.
En las zonas de cultivos de frutales se pueden encontrar ejemplares de audón común, escribano soteño, jilguero, verderón, verdecillo, papamoscas gris, mosquitero común (invierno), zorzal común (invierno), etc. En terrenos de regadío en blanco (alfalfal, hortalizas, etc.) podemos encontrar: abubilla, lavandera blanca, mirlo común, codorniz, petirrojo, topillo común, erizo, culebrilla ciega y sapo común. En cultivos de secano, viven y se alimentan; abejaruco, totovía, perdiz, cogujada común, collalba gris, triguero, conejo y culebra bastarda.
En el medio antropogénico: colirrojo tizón, collalba negra o la salamanquesa, abubilla, avión común, vencejo común, cernícalo, estornino negro y pinto (invierno), golondrina común, gorrión común y chillón, mochuelo, lechuza común, murciélago común, ratón casero, comadreja, etc.

## Historia

### Prehistoria y Edad Antigua
Los restos humanos más antiguos encontrados en el término municipal de Caravaca son los restos paleolíticos del denominado yacimiento de la Cueva Negra, donde se sitúa la presencia de fuego más antigua del Paleolítico europeo.
Los primeros asentamientos ubicados en la actual ciudad, datan entre los años 2400 y 1950 a. C., como se puso de manifiesto gracias a los estudios efectuados por arqueólogos de la Universidad de Murcia y de la Dirección General de Bellas Artes de la Comunidad Autónoma de la Región de Murcia, que concluyeron que junto al actual núcleo urbano caravaqueño hay un enterramiento calcolítico de 1300 esqueletos, restos de 50 perros y diversos objetos. Se considera el mayor enterramiento prehistórico de la península ibérica y uno de los mayores de Europa.
De etapas más recientes son destacables otros restos arqueológicos que se pueden encontrar en el municipio, como los situados en la pedanía de La Encarnación, donde se encuentra, en lo alto de un cerro, el Santuario del mismo nombre construido sobre los restos de un templo romano del que se puede apreciar la estructura.

### Edad Media y Moderna

#### Expedición aragonesa de Alfonso I el Batallador
En noviembre de 1125, el rey Alfonso I de Aragón, llamado el Batallador, pasó con sus mesnadas por la localidad en su camino hacia Granada, a la que acudía en socorro de los mozárabes, cada vez más acosados por los almorávides. El mismo camino hizo en dirección inversa en la primavera del año siguiente, por lo que Caravaca fue testigo de la caravana aragonesa, que regresaba a su reino con miles de cristianos granadinos.

#### Caravaca entre las órdenes del Temple y Santiago

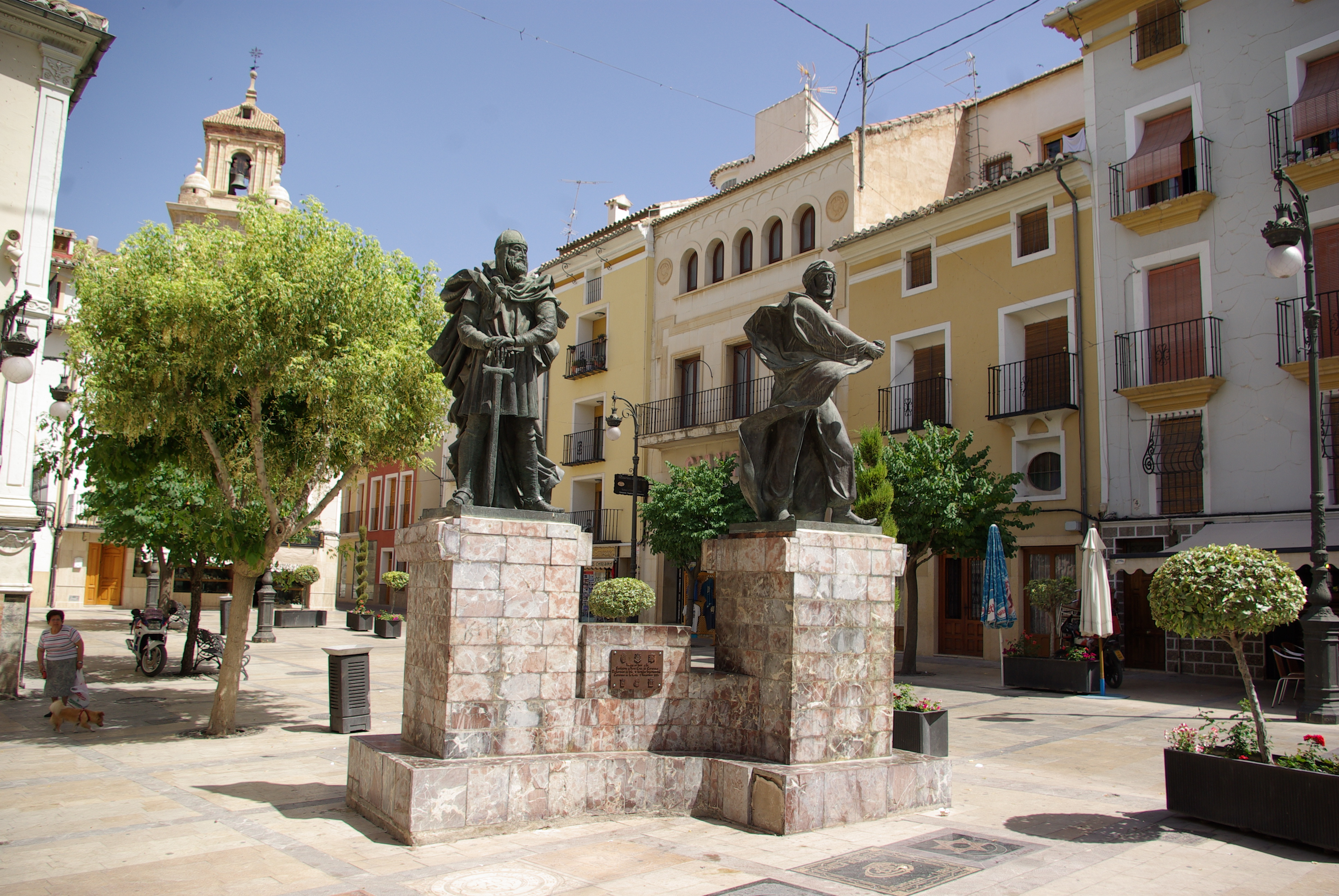
Monumento al moro y al cristiano en la plaza del Arco de Caravaca

Con el avance cristiano el núcleo urbano de Caravaca se convirtió en un cruce de caminos por su ubicación estratégica entre el Reino de Granada y el castellano Reino de Murcia, así como por su proximidad al flamante Reino de Valencia. El Tratado de Alcaraz (1243) establecía un protectorado castellano sobre las tierras de la taifa murciana, así como la ocupación de las tropas castellanas de sus fortalezas. El hisn caravaqueño debió de ser una de esas plazas que recibieron, a partir de esas fechas, a las guarniciones cristianas. Sin embargo, no fueron tropas reales las que allí se ubicaron, ya que el infante don Alfonso se apoyó en los templarios para la defensa y el gobierno de aquellos lugares. A pesar de lo que se ha escrito, parece probable que la Orden del Temple recibiera su bailía en Caravaca antes de la Revuelta mudéjar, lo que adelantaría su creación a fechas inmediatamente posteriores a la firma del mencionado tratado, y que su ampliación a Cehegín y Bullas se produjo con posterioridad a la sublevación. Se entiende que la adjudicación de Caravaca a los templarios pretendía contrarrestar la ya poderosa presencia santiaguista en el territorio y asegurar mejor la plaza. Parece claro que, para antes de la sublevación mudéjar, la población contaba ya con un nutrido grupo de cristianos, lo que explica que en Caravaca no se siguiese el alzamiento como sí hicieran localidades vecinas como Cehegín, Bullas o Moratalla. Esto pudo deberse también al éxodo a Granada de muchos musulmanes privilegiados en cuanto Murcia quedó definitivamente en manos castellanas, y a la política contradictoria de la Corona y las órdenes, que en ocasiones protegía la propiedad mudéjar y en otras, sobre todo con el paso del tiempo, la atenazaba. La tendencia iniciada en Caravaca se extendió a Cehegín en las próximas décadas, ya que la población mudéjar se concentró, cuando no se reubicó, en Bullas, por donde entraron muchas veces con comodidad las aceifas nazaríes. Incursiones destacadas fueron las emprendidas por los granadinos a partir de 1282, aprovechando la rebelión del infante don Sancho. Aunque el conflicto terminó en 1284 con la imposición de Sancho IV, la debilidad mostrada por la Corona castellana, unida a la retirada del apoyo aragonés en cuanto murió el Rey Sabio, motivó una dura aceifa en 1285 que evidenció la debilidad de las defensas cristianas, sobre todo por la colaboración de los mudéjares de Bullas. Cuando aquella plaza se recuperó, se procedió a la demolición de su castillo y a la expulsión de sus gentes, y Bullas quedó despoblada hasta el siglo XVII por los fracasos repobladores y los intereses combinados de Caravaca y Cehegín. El vaciamiento del campo fue general en los alrededores de Caravaca, pues los mudéjares se marcharon y los cristianos, aterrados por los ataques nazaríes, se refugiaron en el núcleo urbano, que debió contar en aquel tiempo con unas quinientas almas.

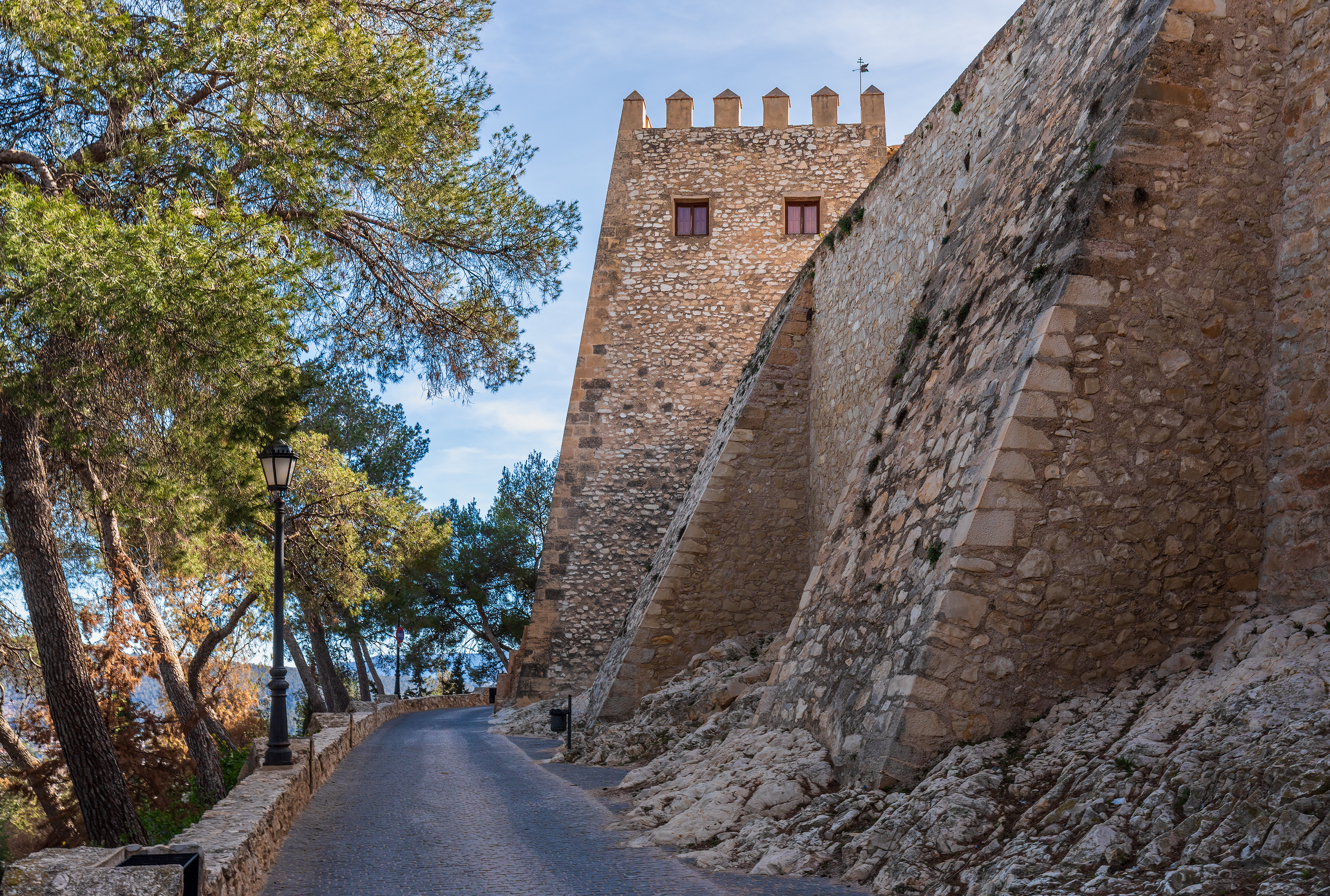
Torre Chacona del castillo de Caravaca.

No obstante, la caída en desgracia de la Orden forzó a la Corona a hacerse cargo, en 1312, de la administración, hasta que Alfonso XI se la cedió definitivamente a la Orden de Santiago en 1344. Bajo los santiaguistas Caravaca se convirtió en cabecera de una amplia jurisdicción que abarcaba desde Ricote hasta Yeste. Caravaca, junto con los demás lugares bajo dominio de la Orden, pudieron quedar exentos del pago del almojarifazgo por encontrarse en zona fronteriza y por la presencia de los caballeros de Santiago en la población. De la época santiaguista se conserva el reconocimiento de la condición de villa a Caravaca y, entre otras medidas, la restricción de entrada a los lindes locales de ganado, firmado el 27 de noviembre de 1354 por don Juan García de Villagera y Padilla, gran maestre de la Orden, sucesor anticanónico del infante-maestre Fadrique de Castilla, enemigo entonces del rey Pedro I, quien lo impuso en el cargo por su fidelidad. Vivía la villa entonces momentos de gran desolación, pues había quedado prácticamente despoblada luego del paso fatal de la peste.

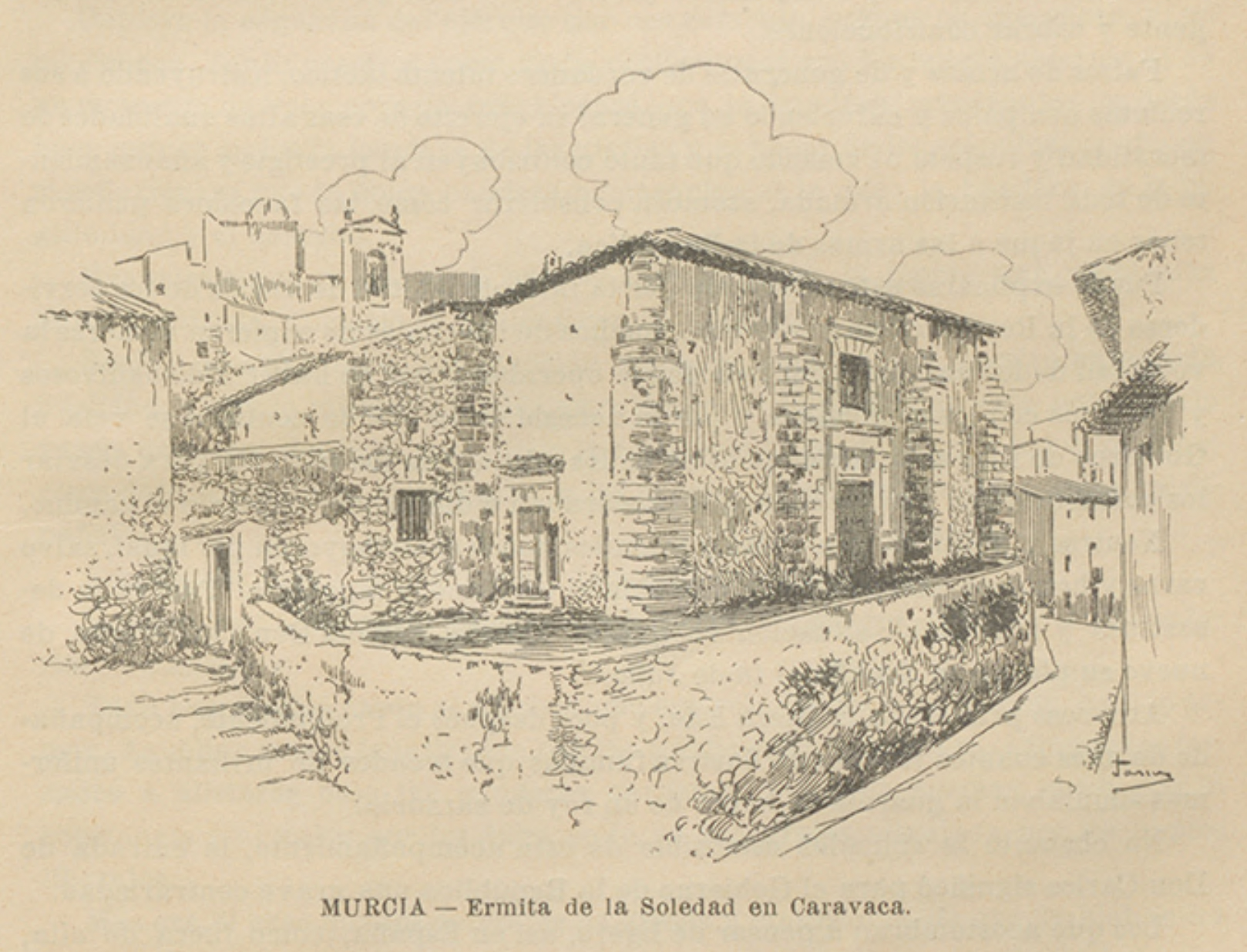
Ermita de la Soledad en Caravaca en Historia de España en el, hoy museo arqueológico.

Su situación fronteriza la hizo escenario de muchas disputas entre castellanos, aragoneses y granadinos. Sucedió así, por ejemplo, en 1413, en que Fernando I de Aragón, co-regente de Castilla, medió en un conflicto entre Orihuela, Caravaca y Molina de Segura por unos raptos recíprocos entre los oriolanos y los granadinos de Los Vélez, que se resolvieron con el pago de una multa por parte de los oriolanos responsables. Aún en 1473 las tierras entre el castillo de Xiquena y Caravaca, por ejemplo, eran «nueve leguas de tierra despoblada e toda a peligro de moros», como nos cuenta don Pedro de Alarcón, comendador de la Orden de Santiago. Con la conquista de la zona oriental del reino nazarí en 1488, la villa vivió una importante expansión que la convirtió a finales del siglo XVI en el tercer núcleo más poblado del Reino de Murcia con 7000 habitantes, tras la ciudad de Murcia y Lorca.

### Edad Contemporánea
Caravaca fue atacada y ocupada durante la Guerra contra el francés por las tropas napoleónicas al mando del general Sebastiani, el cual fue nombrado duque de Murcia por el emperador Napoleón por sus servicios militares. Caravaca, mientras tanto, se unió a Calasparra y Lorca en una especie de colaboración mutua para luchar contra el francés. A su vez se creó el Cantón Defensivo, que formó a 1500 vecinos como combatientes divididos en 15 compañías de 100 hombres. La ciudad sufrió asedio de cuatro días por las fuerzas francesas dirigidas por el mariscal Soult, siendo estas un total de 50 000 soldados, que asolaron toda la región y la ciudad. En 1813, la ciudad fue abandonada por los invasores, quienes se llevaron consigo la custodia de la Cruz.
En 1849, la reina Isabel II le concedió el título de ciudad.
En 1933 se abrió al tráfico la línea Murcia-Caravaca, que permitió la conexión de la comarca con el resto de la red ferroviaria española. El municipio contaba con una estación propia. La explotación del trazado fue, sin embargo, poco rentable desde sus inicios y la línea se cerró en 1971.

## Demografía
Caravaca de la Cruz cuenta con una población de 25 996 habitantes (INE 2024).
| Gráfica de evolución demográfica de Caravaca de la Cruz entre 1842 y 2021                                           |
| |
| Población de derecho según los censos de población del INE Población de hecho según los censos de población del INE |

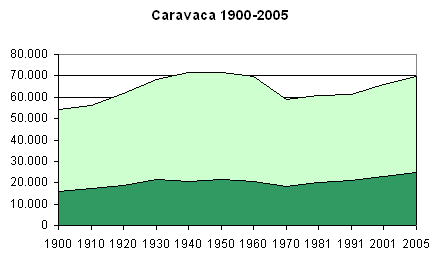
Evolución comparativa en el conjunto de la comarca

Caravaca sufrió un descenso de población menos pronunciado que el resto de la comarca durante la etapa del éxodo rural, entre 1950 y 1970 (-15 % en el periodo).
A partir de la década de 1970 inició una recuperación, habiendo superado con mucho el pico demográfico de mediados de siglo (+13 % entre 1996 y 2005). Los factores que lo explican son la inmigración económica, el turismo residencial, la mejora de las comunicaciones tras la construcción de la autovía RM-15 y el desarrollo turístico, relacionado sobre todo con la imagen de Caravaca como Ciudad Santa.

### Pedanías
Las pedanías más importantes del extenso municipio de Caravaca de la Cruz son: Archivel, Barranda, Navares y Singla. Otras pedanías son La Almudema, La Encarnación, Pinilla, Caneja, Benablón, Los Prados, El Moralejo, Los Royos, El Moral, El Hornico.
| Entidad de población      | Habitantes (2021) |
| ------------------------- | ----------------- |
| Caravaca (municipio)      | 25 611            |
| Caravaca (núcleo urbano)  | 20 910            |
| Archivel                  | 1139              |
| Huerta                    | 832               |
| Barranda                  | 786               |
| Navares                   | 365               |
| Singla                    | 331               |
| La Encarnación            | 300               |
| La Almudema               | 219               |
| Benablón                  | 168               |
| Caneja                    | 146               |
| Pinilla                   | 142               |
| Los Prados                | 93                |
| El Moralejo y La Junquera | 66                |
| El Moral                  | 59                |
| Los Royos                 | 52                |
| El Hornico                | 3                 |

## Economía
- Fabricación de calzado; en un principio de alpargatas, actualmente de diversas clases.
- La mayor parte de la actividad industrial se concentra en el polígono industrial Cavila y su entorno, destacando la industria alimentaria, la de fabricación de hormigón y prefabricados, así como la de la piedra natural. Igualmente son zonas industriales la de la antigua Carretera a Murcia (sita a la entrada del núcleo urbano de Caravaca de la Cruz), la del Paraje de Santa Inés y la del "Empalme" de Calasparra.
- Turismo rural, cultural y religioso. El primero se concentra en el entorno del paraje natural de Las Fuentes del Marqués, en la huerta y zona montañosa del municipio, así como en sus Pedanías. El turismo cultural y religioso cobra vida en el Casco Antiguo de la localidad.
- Servicios. Comercio, hostelería y restauración, cada vez más orientados a atender al turismo religioso y rural. Las avenidas Gran Vía y Juan Carlos I se han ido consolidando como las arterias comerciales de la localidad, ya que en ellas están ubicadas las principales sucursales bancarias, así como importantes comercios, entre los que se incluyen diversas franquicias de ámbito nacional.
- Árboles frutales, vid, olivos y cereales.
- En minería producía pórfido, jaspe y hierro. Actualmente se trabaja mucho la piedra caliza de diversas calidades.
- Ganado ovino y caprino.

## Comunicaciones

### Por carretera
La principal vía de comunicación es la autovía RM-15, que comunica el municipio con Murcia. Otras vías relevantes son las carreteras RM-517 desde Cehegín, RM-714 desde Jumilla y Calasparra, y RM-715 desde Socovos.

### Autobús
Prestan servicio las siguientes líneas de autobús interurbano, todas ellas desde la estación de autobuses:
| Línea     | Recorrido                                 | Operador          |
| --------- | ----------------------------------------- | ----------------- |
| MUR-004   | Caravaca de la Cruz - Nerpio              | López Fernández   |
| MUR-006   | Caravaca de la Cruz - Cañada de la Cruz   | López Fernández   |
| MUR-019   | Caravaca de la Cruz - Los Royos           | Bus Línea 5, S.L. |
| MUR-025-1 | Caravaca de la Cruz - Murcia              | Interbus          |
| MUR-025-2 | Caravaca de la Cruz - Calasparra          | Interbus          |
| MUR-029   | Caravaca de la Cruz - Cehegín             | Bus Línea 5, S.L. |
| MUR-048   | Caravaca de la Cruz - La Almudema - Lorca | López Fernández   |
| MUR-085-3 | Caravaca de la Cruz - Moratalla           | Interbus          |

También presta servicio la siguiente línea de autobús de largo recorrido:
| Línea   | Recorrido                                         | Operador |
| ------- | ------------------------------------------------- | -------- |
| VAC-150 | Sevilla y Málaga a Montgat y Manresa con hijuelas | ALSA     |

## Administración y política
Desde las primeras elecciones municipales del actual período democrático en 1979, la ciudad ha contado con cinco alcaldes: uno del Unión de Centro Democrático (UCD) e Independiente, dos del Partido Socialista de la Región de Murcia (PSRM-PSOE) y dos del Partido Popular (PP), entre ellos el actual alcalde.
El Ayuntamiento de Caravaca de la Cruz está compuesto por una corporación municipal integrada por 21 concejales elegidos democráticamente por los ciudadanos cada cuatro años, siendo la mayoría absoluta de 11 concejales.
| Periodo   | Nombre                         | Partido | Partido                                               |
| --------- | ------------------------------ | ------- | ----------------------------------------------------- |
| 1979-1983 | Pedro García-Esteller Guerrero |         | Unión de Centro Democrático (UCD)                     |
| 1983-1987 | Pedro García-Esteller Guerrero |         | Independiente                                         |
| 1987-1999 | Antonio García Martínez-Reina  |         | Partido Socialista de la Región de Murcia (PSRM-PSOE) |
| 1999-2015 | Domingo Aranda Muñoz           |         | Partido Popular (PP)                                  |
| 2015-2019 | José Moreno Medina             |         | Partido Socialista de la Región de Murcia (PSRM-PSOE) |
| 2019-act. | José Francisco García          |         | Partido Popular (PP)                                  |

| Partido político                                      | 2023  | 2023  | 2023       | 2019  | 2019  | 2019       | 2015  | 2015  | 2015       | 2011  | 2011  | 2011       | 2007  | 2007  | 2007       |
| Partido político                                      | %     | Votos | Concejales | %     | Votos | Concejales | %     | Votos | Concejales | %     | Votos | Concejales | %     | Votos | Concejales |
| Partido Popular (PP)                                  | 67,23 | 8908  | 15         | 40,25 | 5174  | 9          | 37,35 | 4833  | 8          | 50,32 | 6671  | 11         | 51,93 | 6824  | 11         |
| Partido Socialista de la Región de Murcia (PSRM-PSOE) | 25,89 | 3431  | 5          | 41,45 | 5328  | 10         | 41,49 | 5369  | 9          | 30,53 | 4048  | 7          | 41,00 | 5388  | 9          |
| Vox                                                   | 5,81  | 771   | 1          | 4,66  | 600   | 0          | –     | –     | –          | –     | –     | –          | –     | –     | –          |
| Ciudadanos (CS)                                       | –     | –     | –          | 8,52  | 1096  | 2          | 10,76 | 1392  | 2          | –     | –     | –          | –     | –     | –          |
| Podemos-Izquierda Unida (IU)                          | –     | –     | –          | 4,55  | 586   | 0          | 8,97  | 1160  | 2          | 11,09 | 1470  | 2          | 5,88  | 773   | 1          |
| Unión Progreso y Democracia (UPyD)                    | –     | –     | –          | –     | –     | –          | –     | –     | –          | 5,93  | 786   | 1          | –     | –     | –          |

## Monumentos y lugares de interés
Entre sus monumentos destacan:

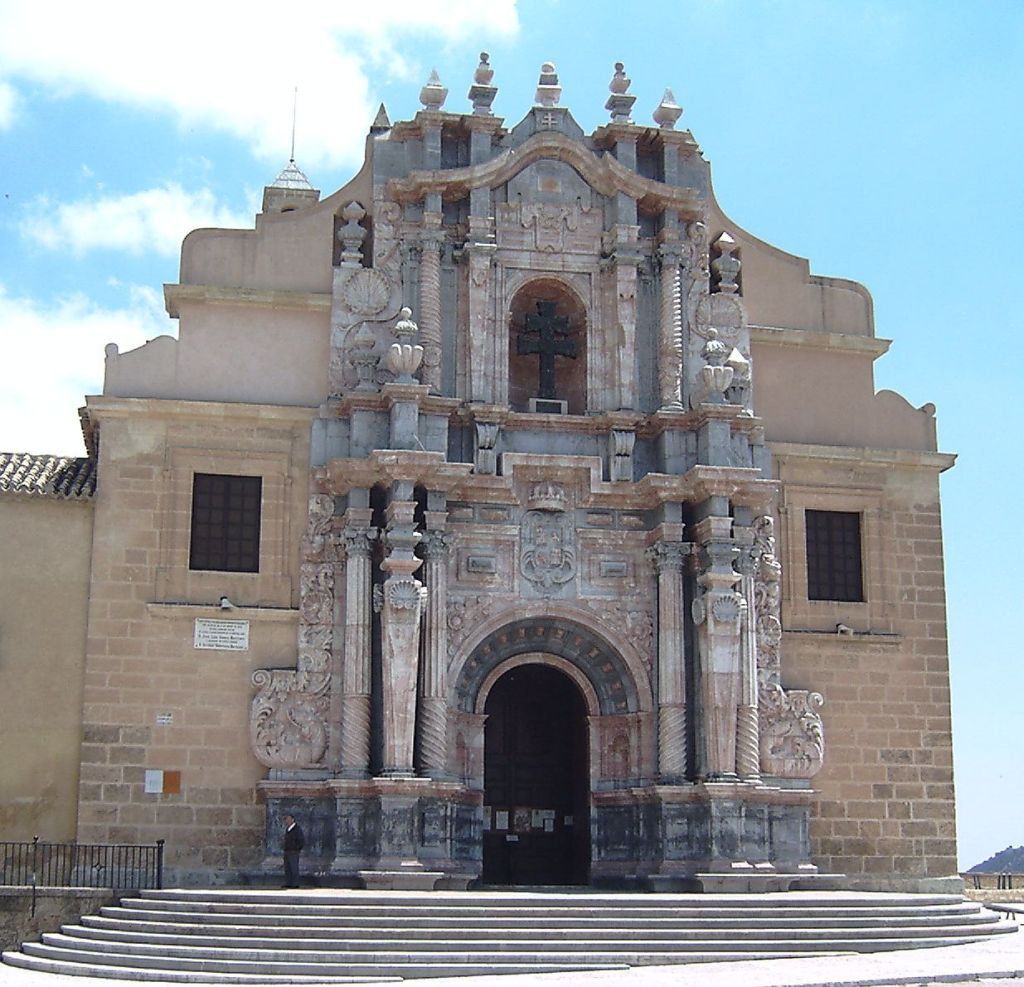
Fachada barroca de la Basílica de la Vera Cruz

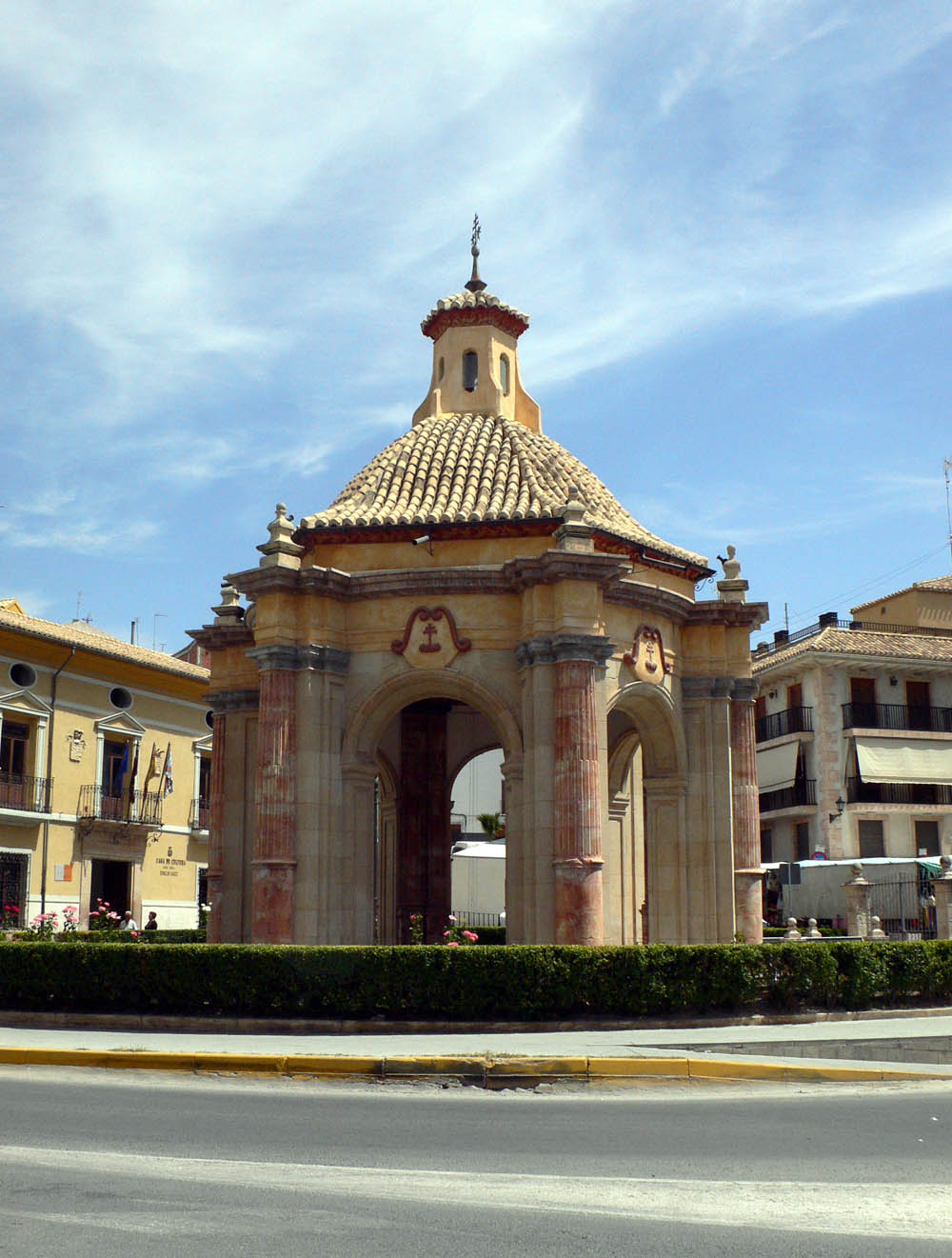
El Templete, edificio barroco construido en 1762

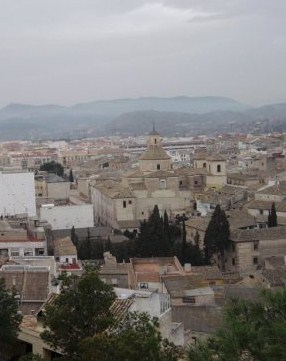
Iglesia de la Compañía de Jesús y huerto del Convento de las Carmelitas

- La Basílica de la Vera Cruz del siglo XVII, diseñada por el importante arquitecto fray Alberto de la Madre de Dios, con fachada del siglo XVIII, donde se venera la famosa Cruz de Caravaca. Ubicada dentro del Castillo de Caravaca, de orígenes islámicos (siglo XII) pero reformado en época cristiana;
- La iglesia parroquial de El Salvador, uno de los mejores exponentes de la arquitectura renacentista en la Región de Murcia, dentro de las llamadas iglesias columnarias (siglo XVI);
- La iglesia parroquial de la Concepción, cuyo campanario se conoce como la torre de los Pastores. En su interior destaca el artesonado mudéjar de madera policromada (siglo XVI) así como el retablo del altar mayor que alberga la imagen de la titular, la Inmaculada Concepción, obra del escultor caravaqueño Francisco Fernández Caro (1792).
- La iglesia de la Compañía de Jesús, terminada en el siglo XVIII, fue propiedad de los jesuitas junto con el convento anexo hasta su expulsión en 1767. A partir de entonces fue desde un hostal a un garaje. En la actualidad, la iglesia es usada como centro cultural municipal.
- La iglesia de la Soledad : primera iglesia de Caravaca, actualmente museo arqueológico (siglo XVI).
- El convento de Madres Carmelitas Descalzas e iglesia de San José, fundado por Santa Teresa de Jesús en el año 1576, posee una iglesia conventual de estilo rococó. La localidad forma parte de las Huellas de Santa Teresa, ruta de peregrinación, turística, cultural y patrimonial que reúne las 17 ciudades donde santa Teresa de Jesús dejó su "huella" en forma de fundaciones.[22]
- El Convento de Padres Carmelitas de Caravaca de la Cruz, fundado por San Juan de la Cruz en 1586, aunque construido en el siglo XVII con proyecto del arquitecto fray Alberto de la Madre de Dios.
- El convento e iglesia de Santa Clara, fundado en 1609 por Catalina de Robles y Ginés de Perea, alcalde mayor y notario del Santo Oficio del Reino de Murcia. Cuenta con dos edificios claramente diferenciados: iglesia y convento que fueron edificados en lo que en su día fue ermita del Apóstol San Bartolomé y primer emplazamiento de la Compañía de Jesús en la ciudad. La iglesia, de líneas muy sobrias como corresponde al espíritu franciscano, se concluyó hacia 1718.
- El Ayuntamiento, de estilo barroco, y cuyo trazado original corresponde a Jaime Bort.
- El Templete o Bañadero, edificio de estilo barroco y planta hexagonal inscrita en una circunferencia, en el cual se celebra el baño de la Santísima y Vera Cruz de Caravaca cada 3 de mayo, acto ritual que viene celebrándose desde 1384. Hasta el Templete termina una agradable alameda llamada La Glorieta.
- La plaza de toros, edificada sobre un antiguo convento franciscano, que fue inaugurada en 1880 y se le añadió, con la remodelación de 1926, una fachada neomudéjar.
- En torno al cerro del Castillo se dispone el barrio más antiguo de Caravaca, el barrio medieval. A partir del siglo XII y XIII es cuando empieza a formarse un núcleo fortificado de relativa importancia. El pueblo utilizó para su situación las laderas norte, este y oeste del cerro, aprovechando la parte más suave de la pendiente natural. El barrio tiene la típica estructura irregular y desordenada en la que se entrecruzan callejuelas, se abren placetas y aparecen callejones sin salida. Estaba rodeado por una muralla de la que se conservan restos en algunas calles.
- En torno a las calles Puentecilla, Mayor, De las Monjas, Rafael Tejeo, Gregorio Javier y la plaza de los Caballos del Vino se emplazan numerosas casonas blasonadas (Palacio de los Uribe del siglo XVI, Palacio de la Encomienda, etc.), de la época en que Caravaca salió de sus murallas y se expandió por el llano tras el fin de la frontera con Granada.
- Ermitas de Santa Elena, San Sebastián y de la Reja : La primera se sitúa en la plaza de los Caballos del Vino o del Hoyo presidida por una escultura conmemorativa de esta fiesta tan particular. La última dispone de un magnífico mirador de la ciudad.
- Varios monumentos obra del escultor valenciano Rafael Pi Belda: A San Juan de la Cruz (1986), Al moro y al cristiano (1983), Vía Crucis (2000, Real Basílica Santuario de la Vera Cruz de Caravaca), Obra conmemorativa de la concesión de la Santa Sede de Año Jubilar perpetuo a la Basílica Santuario de la Vera Cruz de Caravaca (2001) y A los Caballos del Vino (2007). Así como también obras de otros escultores como Antonio Campillo Párraga y José Carrilero Gil (Caravaca de la Cruz, 1928).
- Torre de los Templarios, en el paraje de las Fuentes del Marqués, del siglo XVI-XVII, donde también se encuentra la Cueva del Marqués, unas grutas excavadas por los pobladores árabes para curtido de pieles o destilado de plantas aromáticas.
- Antigua estación de tren de Murcia, donde acababa el ferrocarril de la línea Murcia-Caravaca, actualmente convertido en albergue y centro del consorcio de la Vía Verde del Noroeste.

### Museos
- Museo de la Fiesta. Ubicado en la antigua Casa de los Uribe, en C/ De las Monjas 19. Se muestran los trajes de los grupos cristianos y de las cábilas moras que desfilan en las fiestas que, en honor de la Stma. y Vera Cruz, se celebran del 1 al 5 de mayo, así como los atalajes con los que se enjaezan a los Caballos del Vino en la mañana del día 2 de mayo.
- Museo del Santuario de la Vera Cruz. Situado en la Basílica de la Vera Cruz, expone los diversos instrumentos con los que se realizan los rituales en torno a la Cruz de Caravaca, así como la casulla del sacerdote Chirinos en el momento de la aparición o diversos cuadros como el ciclo pictórico renacentista sobre el milagro de la Vera Cruz de Hernando de los Llanos, así como La curación de Tobías del pintor caravaqueño Rafael Tegeo. En el museo también se encuentra la capilla de la aparición de la Cruz.
- Museo arqueológico municipal. Situado en la Cuesta del Castillo, en pleno centro histórico y dentro de un edificio de gran valor patrimonial, como es la antigua iglesia de Ntra. Sra. de la Soledad. Recoge piezas de gran valor, fruto de los numerosos hallazgos realizados en las excavaciones efectuadas en diversos yacimientos arqueológicos, sobre todo en las llevadas a cabo en el complejo íbero-romano de "La Encarnación".
- Museo de música étnica de Barranda. Ubicado en la pedanía de Barranda. Alberga una de las colecciones más importantes del mundo de instrumentos musicales, contiene instrumentos artesanos de los cinco continentes.[23]
- Museo Carrilero. Dedicado al escultor caravaqueño José Carrilero Gil, Premio Nacional de Escultura y Medalla de la Universidad de Roma. En diversas plantas y salas se puede apreciar la evolución de su obra artística. En el exterior del Museo, frente a la entrada, también se pueden apreciar tres figuras del escultor.
- Centro de interpretación de la naturaleza Fuentes del Marqués : situado en la torre de los Templarios en el paraje de las Fuentes del Marqués.
- Museo de los Caballos del Vino. Instalado en el antiguo palacete de los Muñoz Melgarejo del siglo XVIII, en la calle Gregorio Javier 21, a través de sus diversas salas y audiovisuales se difunden las raíces del festejo de los Caballos del Vino, patrimonio inmaterial de la humanidad.[24]

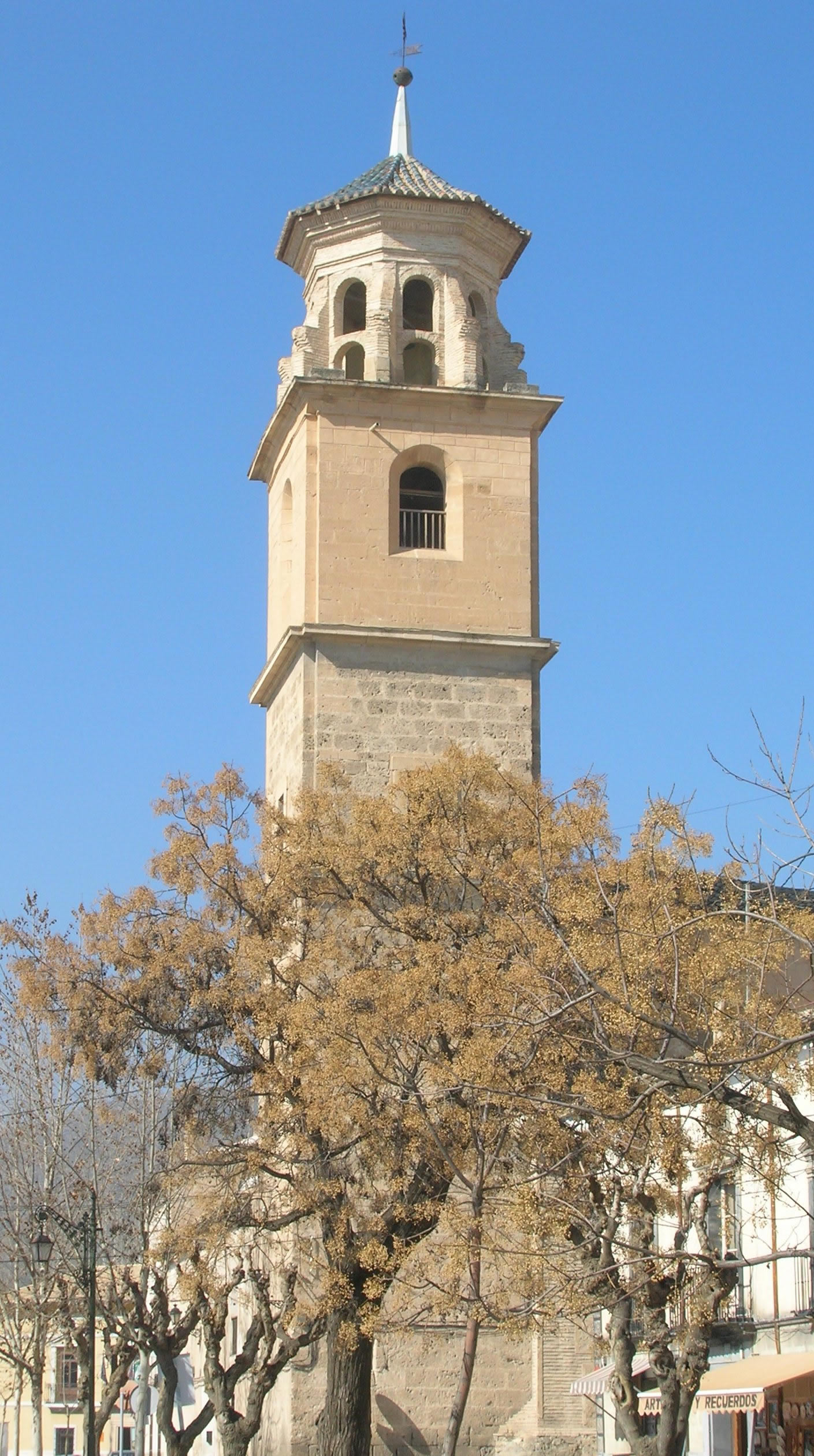
Torre de los Pastores. Iglesia de la Concepción
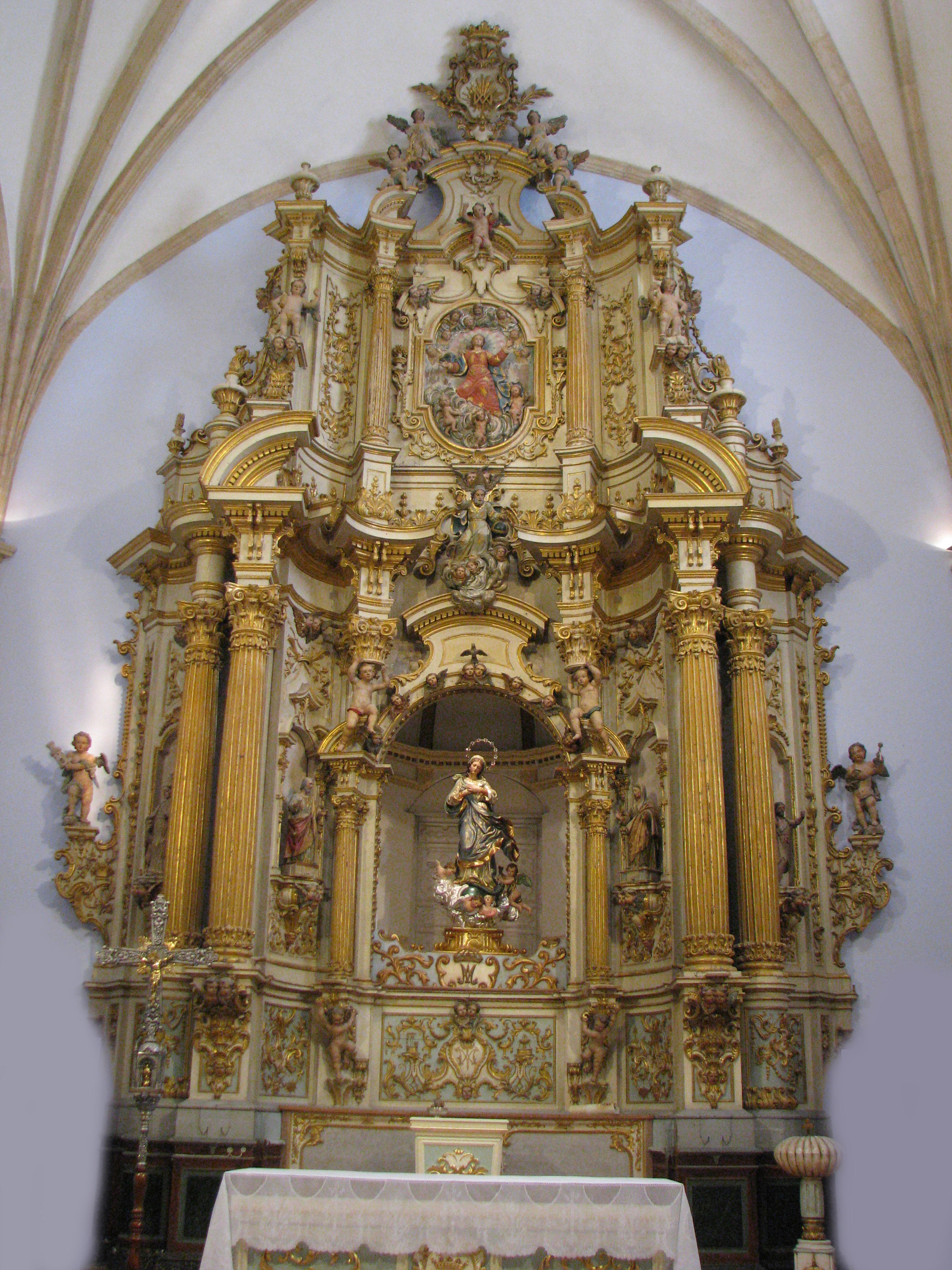
Retablo mayor de la Iglesia de la Concepción
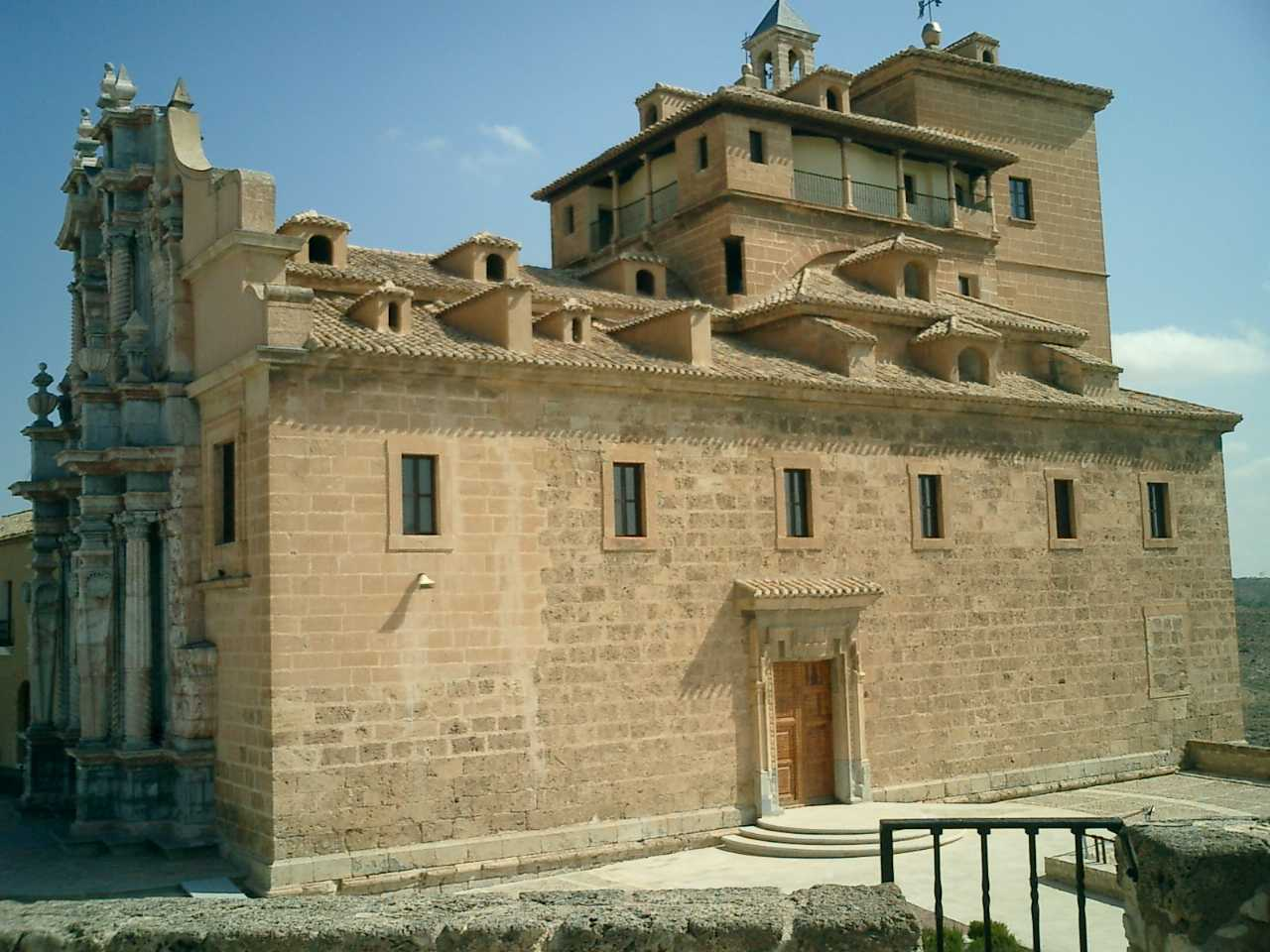
Basílica de la Vera Cruz
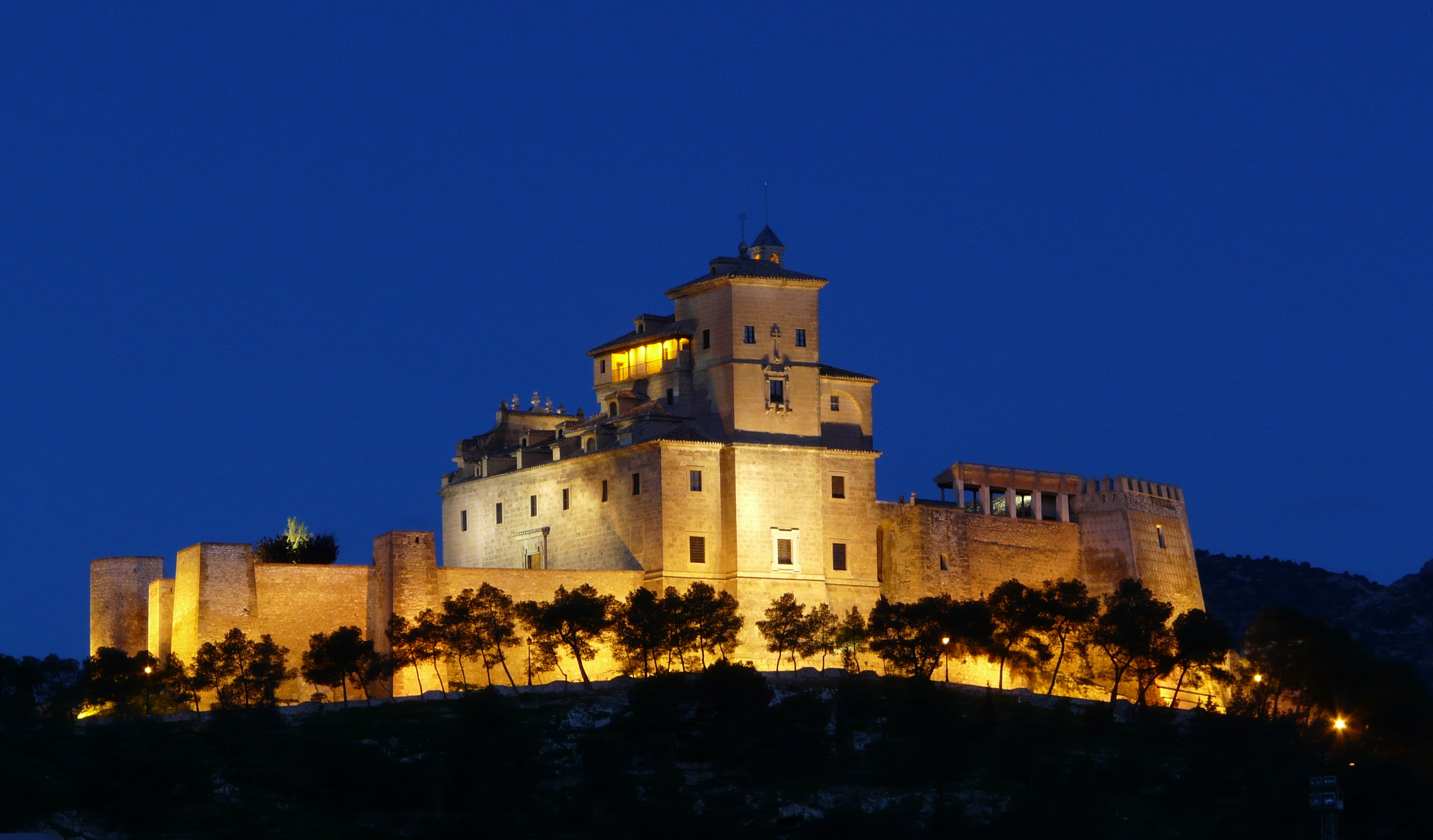
Imagen nocturna del Alcázar y la Basílica
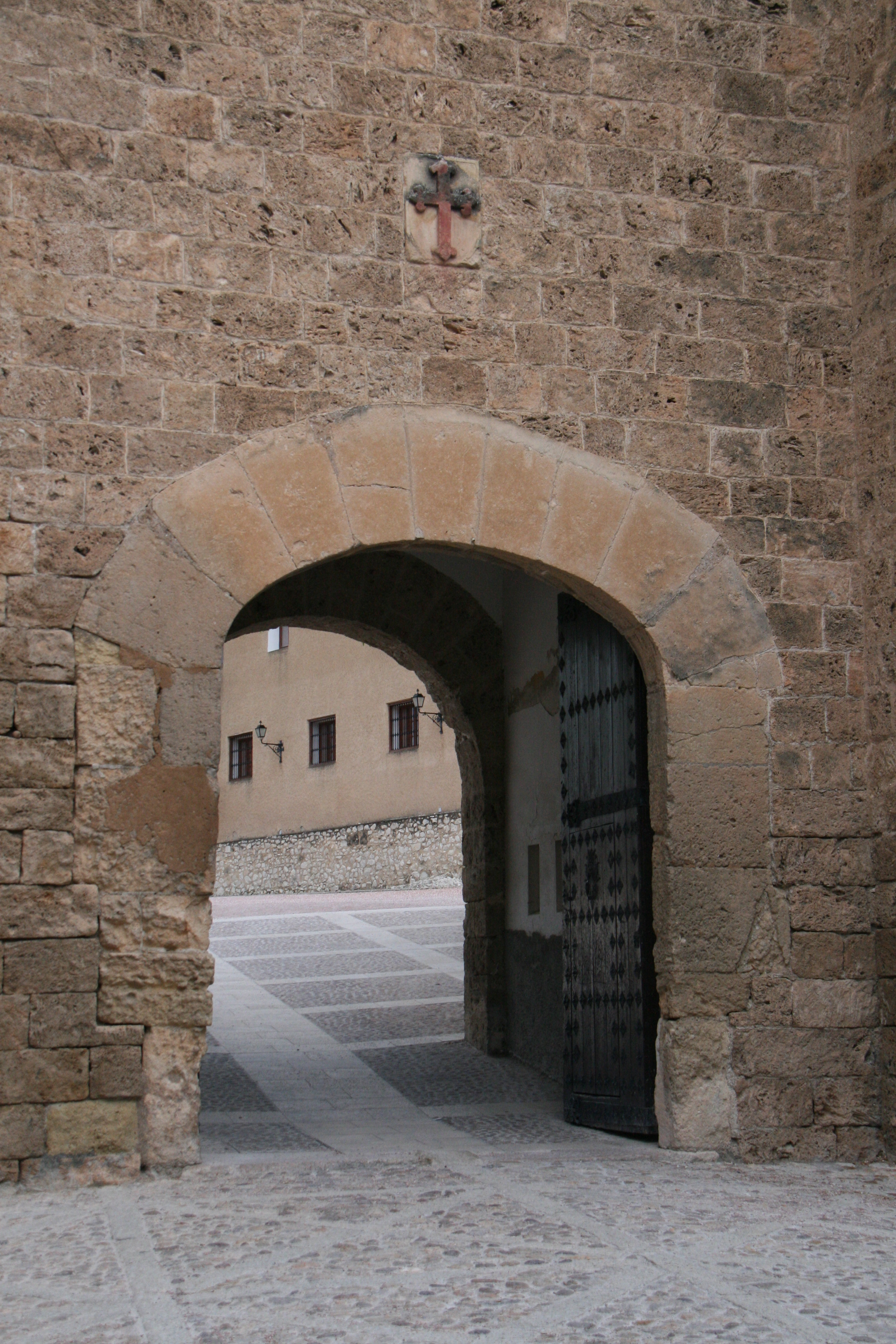
Puerta del Alcázar
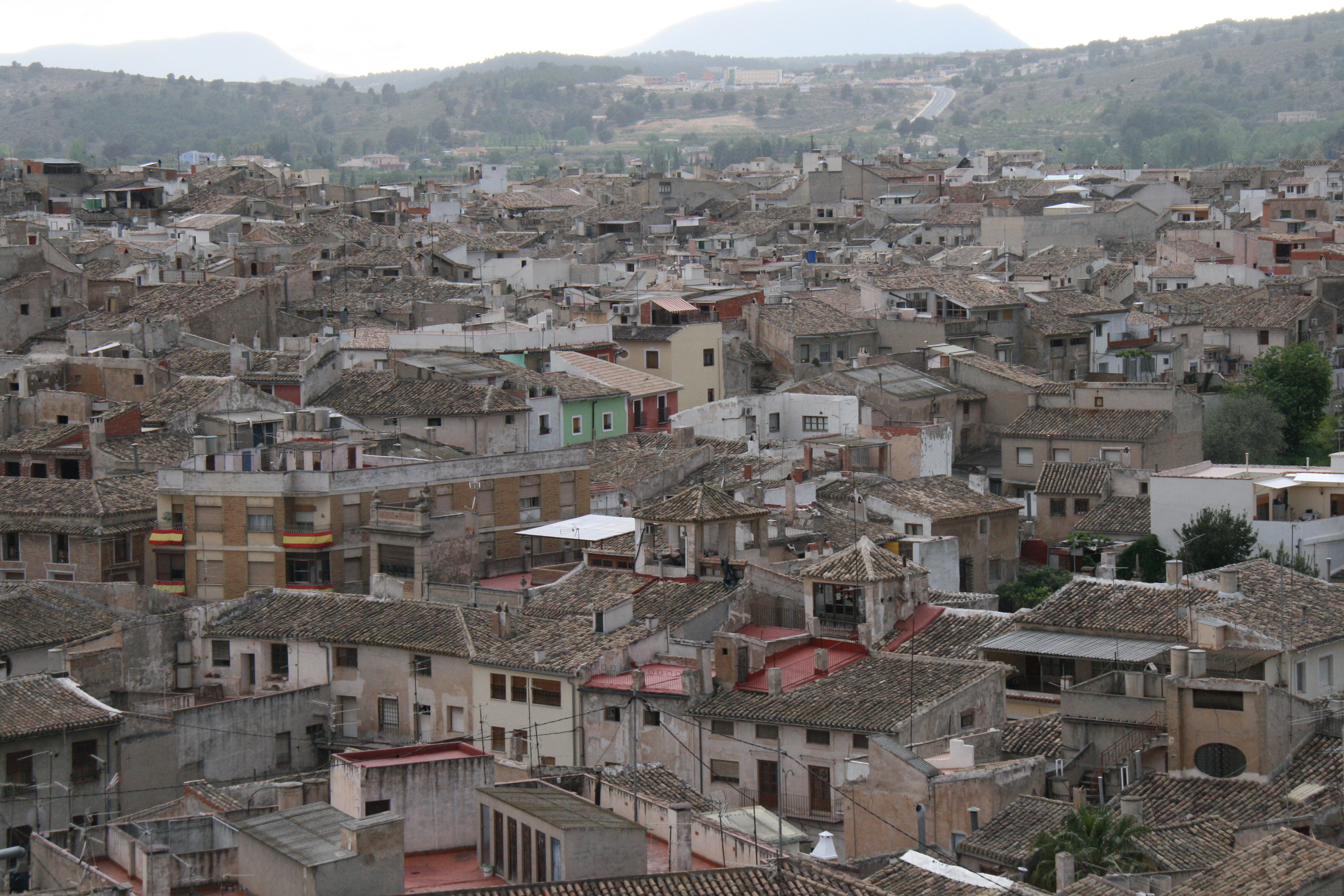
Casco Antiguo de Caravaca
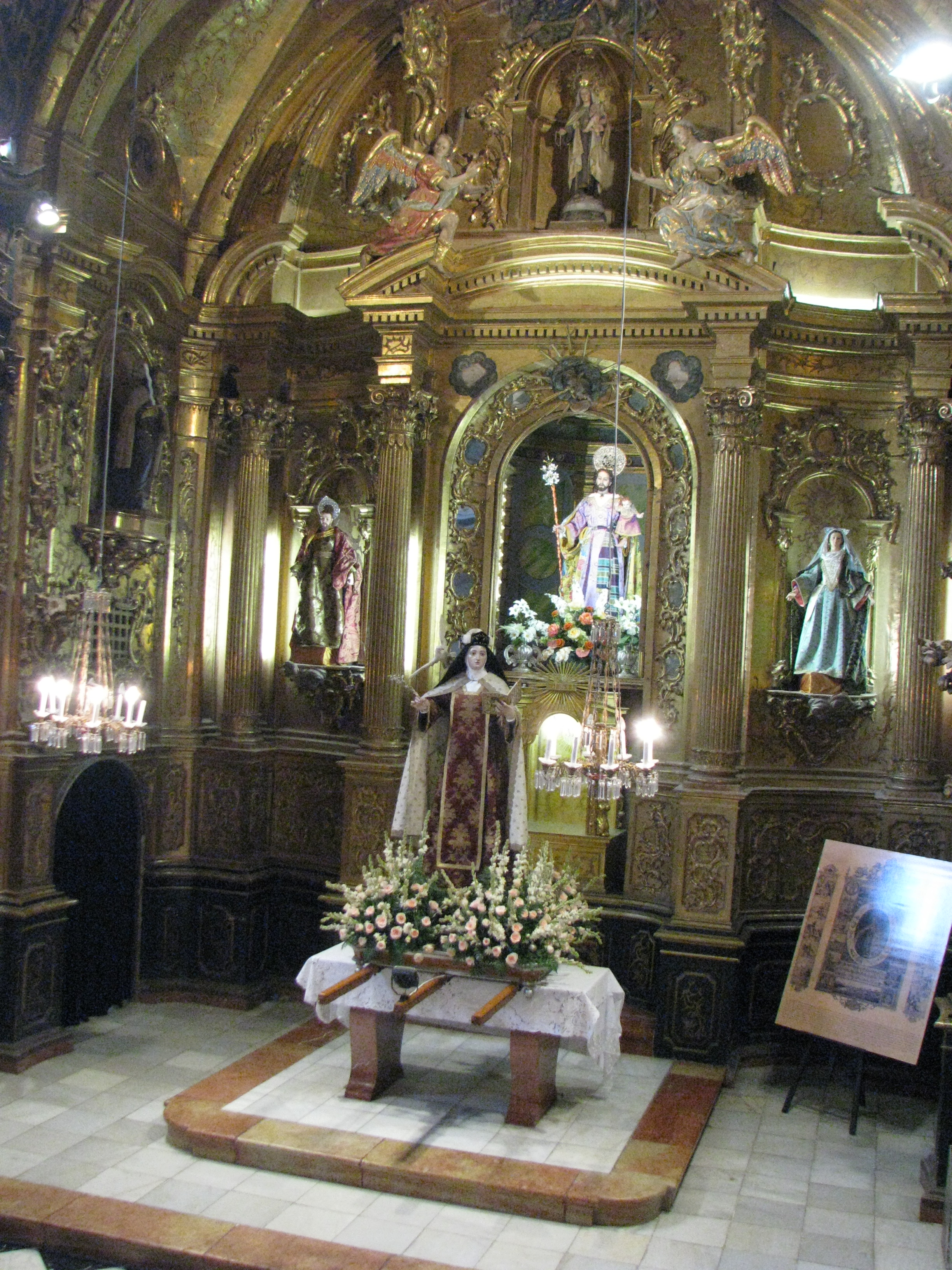
Iglesia de San José
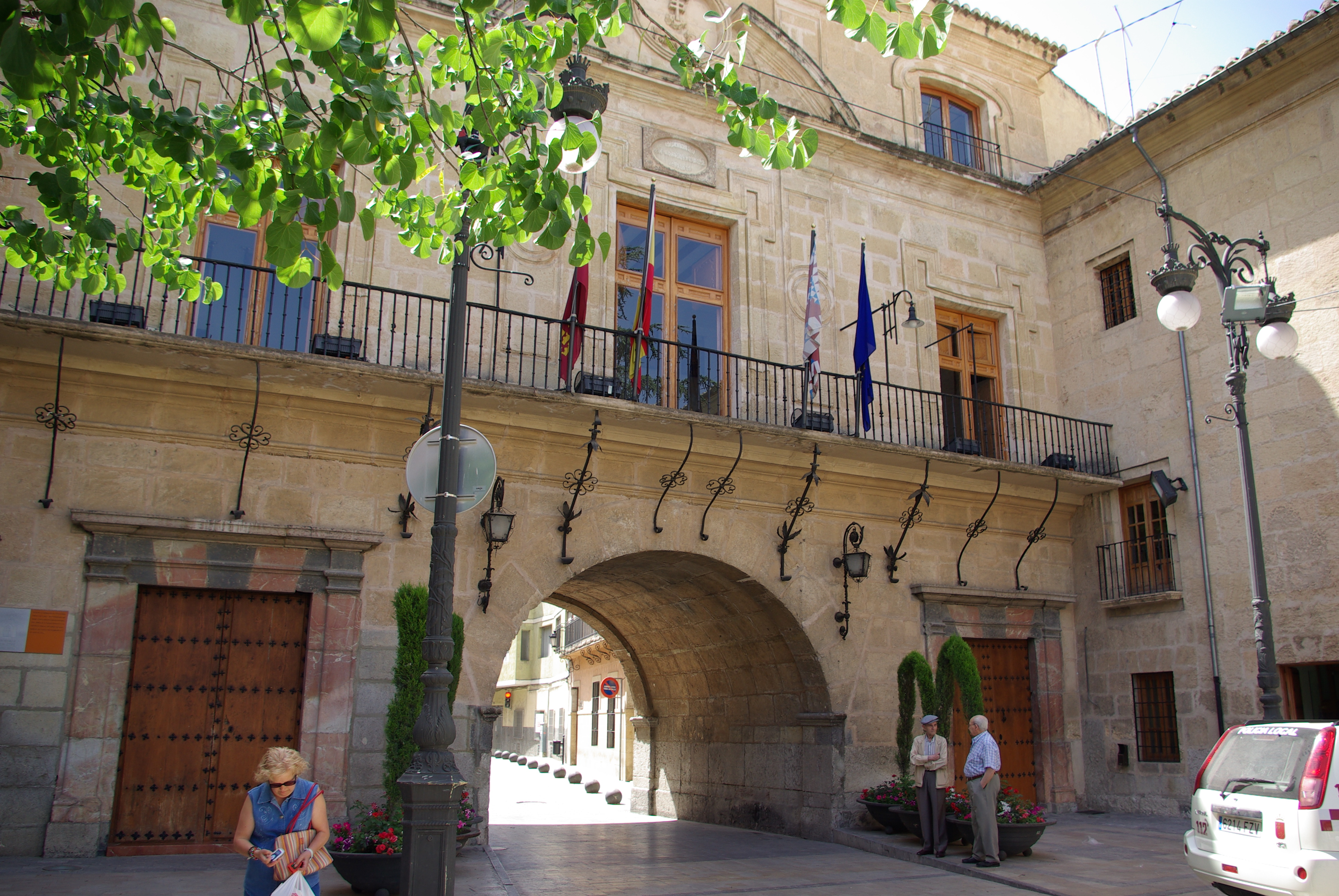
Ayuntamiento de Caravaca

### Yacimientos arqueológicos
Numerosos yacimientos arqueológicos diseminados por el término municipal de Caravaca de la Cruz nos dan idea de la cantidad de asentamientos que desde el Paleolítico hasta la Edad Media han tenido lugar en este municipio, y la importancia que por su situación y condiciones ha tenido siempre esta zona. Muchas piezas encontradas en los mismos se pueden contemplar en el Museo Arqueológico Municipal de Caravaca, en el Museo Arqueológico de Murcia o incluso en el Museo Arqueológico Nacional, como es el caso del valioso Centauro de Royos de origen griego y la Diadema de Caravaca de época argárica.
De entre los restos arqueológicos destacan:
- Yacimiento Camino del Molino. Consiste en un enterramiento calcolítico en el centro urbano formado por una cavidad circular donde se encontraron 1500 esqueletos, 50 perros y diversos objetos. Se considera el mayor enterramiento prehistórico de la península, y uno de los mayores de Europa. A 400 m se sitúa el poblado calcolítico "Molinos de Papel", un hábitat con cabañas circulares, zócalos de piedra y gran cantidad de silos excavados.
- Estrecho de las cuevas o de la Encarnación. Es un conjunto de yacimientos de muy diversas épocas: la Cueva Negra (Paleolítico medio) donde se han encontrado restos óseos del hombre preneandertal, restos de animales y numerosas herramientas, que conforman un singular conjunto “achelense-levaloisomusteroide” que es el más antiguo de semejante clasificación en Europa; la Placica de Armas, poblado del Bronce Medio rodeado por una muralla donde se encontró la Diadema de Caravaca; los Villares, poblado ibérico con acrópolis protegido por una muralla con dos torres, los Villaricos, poblado íbero-romano amurallado, que según algunos estudios podría corresponderse con el municipio romano de Asso; el cerro de la Ermita, donde se encuentra el santuario romano tardo-republicano de la Encarnación, el más importante y mejor documentado del Occidente Mediterráneo, y que fue construido sobre un templo íbero; y la cueva del Rey Moro (musulmana).
- Castillo romano del cerro de las Fuentes (Archivel). Castillo tardo-republicano romano del siglo I a. C., época en la que tuvo lugar la guerra civil entre Julio César y Pompeyo Magno. La construcción está dotada de un excelente y original sistema defensivo con puerta de acceso flanqueada por torres cuadradas y un antemuro con bastiones rectangulares de unos 11 m de longitud. Los indicios de presencia humana en este cerro (con breves intervalos temporales de abandono) van desde un poblado argárico del segundo milenio antes de Cristo hasta islámico en el siglo IX d. C.
- La Cabezuela (Barranda). Estructura militar tardo-republicana romana del siglo I a. C. destinado a la vigilancia del valle.
- Poblado de Sierra de Gadea (el Hornico). Edad de bronce
- Las termas romanas (el Empalme)
- La villa romana de la Ermita (Singla). Establecimiento rural romano del siglo II d. C., sobre el que después se estableció una necrópolis (siglo IV-VI)
- La Cueva de la Represa
- El castillo de Poyos de Celda (Los Royos). Fortificación islámica del siglo XI, en uso hasta el siglo XVI.
- Las torres medievales de la Represa, Girón, Jorquera, Mata con buen estado de conservación, y en peor estado la Torrecica y los Castillicos
- Pozo del Nevazo
- Los puentes romanos de la Almudema y el Piscalejo
- Otros muchos yacimientos como los Morales, la Fuente, los Cerros de la Cueva, Santa Inés, etc

## Cultura

### Entretenimiento
Caravaca de la Cruz posee el Teatro Thuiller, construido en el año 1843 sobre el antiguo patio de Comedias. Entre los distintos usos del teatro Thuillier desde los inicios del siglo XX cabe destacar que en el año 1901 fue testigo de la irrupción del cinematógrafo por primera vez. También otras manifestaciones de carácter artístico como la Música trajeron a hombres como el maestro Serrano o Narciso Yepes, a cantantes como la caravaqueña Antonia Martínez 'La Salerito'. Y en los años cuarenta vendrían entre otros Antonio Machín y Bertini. En la reinauguración en 1986 se representó La Montería, llevada a cabo por la compañía Emilio Thuiller. En 2006, tras estar varios meses cerrado, concluyó la última rehabilitación del edificio, abriendo de nuevo al público en abril de ese año con la obra El Hombre de Central Park de Carlos Larrañaga.
Junto a este teatro, la Casa de la Cultura y el centro cultural construido en la iglesia de la Compañía de Jesús son los lugares en los que se centra la actividad cultural, cinematográfica y artística de la localidad.
Uno de los eventos culturales más consolidados es la Semana de Teatro de Caravaca de la Cruz, que en el año 2010 alcanzó su trigésima edición. En la actualidad se realiza a finales de julio de cada año en la plaza de toros y en el teatro de la localidad.
Así mismo, Caravaca de la Cruz fue escenario el 10 de julio de 2010 de la MTV Murcia Night 2010 con las actuaciones de Mika, Pignoise, y otros grupos regionales como Hercules & Love affair, the Leadings y DJ Amable. Acudieron gratuitamente más de 30 000 personas, la noche tuvo una dimensión mundial a través del espacio televisivo MTV World Stage que retransmitió el concierto a más de 120 países.
Caravaca es el lugar más importante de ocio nocturno de la comarca. Los sitios más destacados son La Zona, pubs en torno a la calle Trafalgar y la calle Castilla, diversas cafeterías y pubs en la calle Constitución, plaza Massima y el Horno por la Gran Vía, y discotecas y una bolera por las afueras de la ciudad.

### Gastronomía
La cocina de Caravaca es muy variada y similar a toda la comarca natural que la rodea, desde Santiago de la Espada (Jaén), Nerpio (Albacete), Topares (Almería), La Puebla de Don Fadrique (Granada), y dentro de la provincia de Murcia, poblaciones como Avilés y Coy del municipio de Lorca, Moratalla, Cehegín y Bullas. Los platos y la forma de cocinarlos encuentran muchas semejanzas. Estos elementos comunes han hecho que comidas como las migas de harina, llamadas en Caravaca migas ruleras, sean elaboradas de la misma forma. Comunes son los numerosos tipos de potajes, los andrajos, gurullos, asados de cordero y embutidos de la matanza.
Particularmente en Caravaca de la Cruz son típicos platos como la tartera (asado de cordero al horno, con patatas, cebolla y piñones), el empedrado (posiblemente el plato más típico de Caravaca hecho con arroz, alubias blancas y bacalao seco) o el arroz con conejo y caracoles típico murciano. También es típico el arroz de pollo campero, la olla de muerte marrana (con alubias, patatas, garbanzos, nabos, morcillas, oreja, hueso de espinazo y rabo), andrajos (también muy típico, se hace a fuego lento con harina, agua, aceite, morcillas, ajo, pimentón y azafrán), ajopatata (con patatas, ajo, pimiento rojo seco sal y aceite de oliva), numerosos potajes (los más típicos son los de espinacas, de apio, gitano y de arroz) y las migas (el plato más conocido de Caravaca y de toda esta zona preparado con harina, agua y aceite de oliva).
Son típicos el embutido, sobre todo el relleno o buche, envueltos de cabeza, butifarra y perejila.
Los dulces tradicionales son las yemas de Caravaca, exquisito bocado elaborado con yemas de huevos frescos y azúcar, esta mezcla se cuece, una vez fría se divide en pequeñas bolas, las cuales son bañadas en caramelo o chocolate. El alfajor, dulce de origen árabe, hecho de miel, almendras, avellanas y obleas. Los trobadores, harina, azúcar y huevo. El mazapán de Caravaca, con yema de huevo, azúcar y almendras y los hornazos de pascua.

### Fiestas
- Fiestas de la Santísima y Vera Cruz. Declaradas de Interés Turístico Internacional, se celebran del 1 al 5 de mayo oficialmente (ya que la pre fiesta comienza allá por el mes de marzo). Durante estos días la Santísima Cruz es acompañada por Caballos del vino y Moros y cristianos
- Fiesta de las Cuadrillas. Se celebran en la pedanía caravaqueña de Barranda. Cada último domingo de enero, en Barranda se propicia un nuevo esquema de fiesta tradicional, en el que se rompe el binomio actor-espectador para una mayor participación del público asistente. De este modo, los músicos y bailadores realizan sus piezas "a pie de calle", entre la gente, haciendo partícipe a todo el público asistente que lo desee. Todo el mundo es libre de "echarse un baile" con los músicos tradicionales venidos de diferentes lugares de la geografía española, e incluso de acompañar a los mismos, convirtiéndose así en parte activa de la fiesta. Declaradas de Interés Turístico Nacional. Cabe decir que esta fiesta se está viendo muy afectada debido a los recortes y que está expuesta a su desaparición.
- Semana Santa: Caravaca de la Cruz celebra su Semana Santa realizando diversos actos religiosos que rememoran la Pasión, Muerte y Resurrección de Cristo. En estas fechas el patrimonio imaginero de las iglesias de la ciudad sale a la calle en las numerosas procesiones que se organizan por las distintas Cofradías caravaqueñas durante los días de Viernes de Dolores, Domingo de Ramos, Martes Santo, Miércoles Santo, Jueves Santo y Viernes Santo.

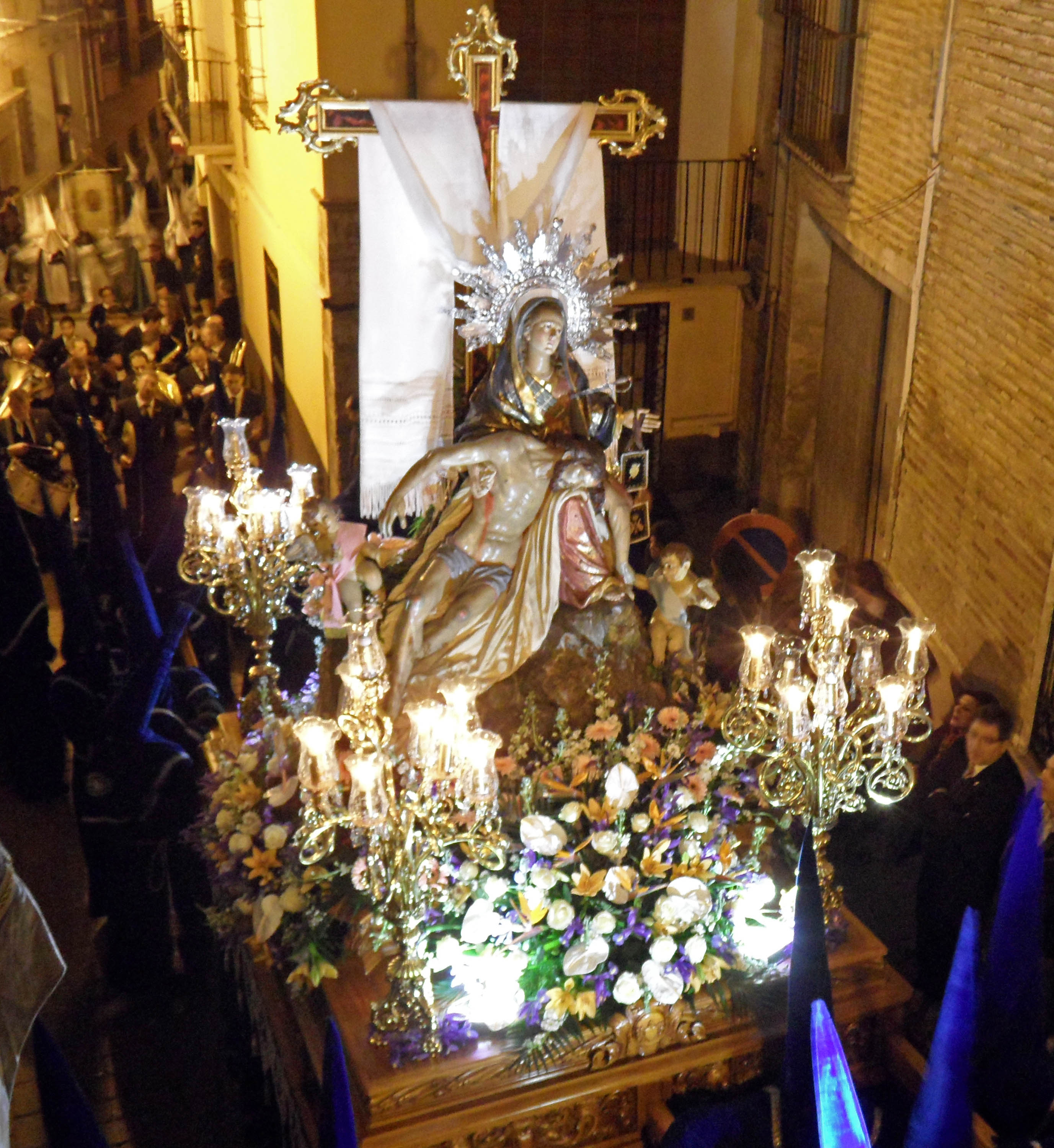
Virgen de las Angustias en procesión del Santo Entierro, Viernes Santo por la noche

- Exaltación de la Santísima y Vera Cruz. Son fiestas de marcado carácter religioso. Se celebra el 14 de septiembre en honor a la Patrona de Caravaca, la Stma. y Vera Cruz, organizándose diversos actos durante esa semana en la Basílica-Santuario, el Solemne Quinario.
- Romería de los Caballos del Vino (septiembre). Jornada de Convivencia entre todas las Peñas Caballistas que conforman el Bando de los Caballos del Vino, que es quien organiza dicha Romería en el Paraje Natural Las Fuentes del Marqués, en la que se celebran diversas actividades.
- Fiesta de los Santos Inocentes (diciembre). Antigua y tradicional fiesta, de más de tres siglos de antigüedad, donde se inviste a un Alcalde de Inocentes, que ese día ostenta la autoridad, y que, asistido de un cortejo de alguaciles y monaguillos, impone multas por cualquier motivo cómico a los transeúntes. El que no paga se las ve con los demonios que, provistos de instrumentos estridentes (cencerros, carracas y bocinas), no paran de darle la matraca hasta que paga. Por la tarde se produce la quema de Herodes. La recaudación se destina a una obra de caridad previamente anunciada, La fiesta se ameniza por dulzainas y tambores.
- Feria de Octubre (octubre). Tiene su origen en la antigua feria de ganados que se celebraba hasta los años 50. Hoy en día se celebra de manera distinta, la Gran Vía acoge una gran exposición de maquinaria agrícola, automóviles nuevos y de ocasión, etc así como conciertos, charlas y una feria de atracciones.
- Desfile de Carnaval. El martes previo a Miércoles de Ceniza se celebra la noche del Reventón, donde es tradición tomar tortas fritas y chocolate caliente con el fin de ayunar durante la Cuaresma, el sábado anterior se celebra un ameno desfile de Carnaval.
- Mercado medieval. Durante el puente de principios de diciembre por la festividad de la Inmaculada y de la Constitución, Caravaca convierte sus calles en una ciudad medieval llena de tiendas y espectáculos que atraen a miles de visitantes.